# Велики Брат (српска ТВ емисија)
Велики Брат (енгл. Big Brother) је српска верзија међународног ријалити шоуа Велики Брат. Ријалити је сниман и продуциран у Београду од стране Емошон продукције.
На почетку, ријалити се фокусирао на српску продукцију са такмичарима из Србије, Црне Горе и Босне и Херцеговине. Од треће сезоне се прикључују такмичари и из Македоније. За четврту сезону емитер и продукција РТЛ се прикључује и аудиције су одржане у Хрватској.
У Србији ријалити се често емитовао на различитим каналима. Прве три регуларне и прве три ВИП сезоне емитоване су на телевизији Б92 и телевизији Прва, док су се остале две ВИП и четврта регуларна сезона емитовале на телевизији Пинк. У Црној Гори се ријалити приказивао на Пинк М и Првој, у Босни и Херцеговини на Пинк БХ, ОБН и БН, у Македонији на А1 и Сителу и у Хрватској се ријалити емитовао на РТЛ.
Након годину дана паузе 2012. и спекулација о крају ријалитија, продуценти су најавили нову ВИП сезону за 2013. Пета регуларна сезона се емитовала током 2015. године, заједно са копродукцију рађену са телевизијом РТЛ и она представља последњу сезону дугогодишњег ријалитија.

## Концепт
Велики Брат је формат осмишљен од стране власника франшизе Ендемол. Такође се прилагодио британској верзији ријалитија. Представља телевизијску игру у којој група учесника, живе изоловани од спољњег света у кући са свим потребама. Током ноћи досељавања, 12 или више учесника постану укућани куће Великог брата. Кућа садржи све потребне просторије као што су потпуно опремљена кухиња, двориште, спаваћа соба, купатило и две додатне собе, али оне варирају из сезоне у сезону. Кућа такође садржи телевизијски студио са мноштвом камера и микрофона у свим собама како би снимили активности укућана. Једино место где укућани могу побећи једни од других је „исповедаоница”, где им је дозвољено да причају о својим стварним осећањима са Великим братом и продуцентима.
Сваке недеље, сви учесници бирају два укућана за могући излазак. Уколико не би прихватили то, добили би казну, као што је смањење главне награде. Два (или више) укућана са највећим бројем номинација добијају телефонске гласове гледалаца, затим учесник који је добио највише гласова био би избачен из куће. У зависности од прилике, више од једног учесника може бити избачен током једне недеље. Свака сезона траје отприлике 100 дана и победник се бира путем гласова публике. Главна награда износи 100.000 евра.

### Емитовање
Током уобичајеног емитовања сваке сезоне, најважнији тренуци дана се емитују. Најважнији тренуци дана се једноставно зову Велики брат. Од 2006. до 2011. најважнији тренуци трајали су 45 минута, док је емитовање током каснијих сезона продужено на 75 минута. Једном недељно емитује се уживо избацивање учесника, које се снима испред публике и емитује се уживо. Емисија са избацивањем емитује се заједно са најважнијим тренуцима дана и интервјуом учесника који је напустио кућу по гласовима публике.

## Шоу

### Око, насловне и тематске мелодије
Лого са оком коришћен за прву сезону је иста верзија ока приказана током шесте сезоне британске верзије Великог брата. За остале сезоне лого са оком је такође коришћен, али са другачијим бојама, за ВИП сезоне додата је звезда као зеница ока.

### Кућа
Кућа се налази у Београду у урбаном делу Кошутњака. Екстеријер куће није реновиран од њеног завршетка из 2006, али је ентеријер мењан за сваку сезону. На почетку, кућа је садржала две спаваће собе, једну дневну собу, кухињу и трпезарију, исповедаоницу, купатило, складишну собу, двориште и додатне собе које су понекад коришћене као собе за задатке или тајне собе за нове учеснике. Током треће сезоне, зид између мушке и женске собе је срушен, тако да је направљена једна велика спаваћа соба. Током исте сезоне додата је још једна соба, соба за релаксацију (такође позната као соба за пољупце).

### Интервјуи у дневник соби
Дневник соба је такође звана „исповедаоница”. Једина разлика између дневник собе у Великом Брату и осталим међународним издањима је глас Великог Брата. За разлику од осталих дневник соби, где се може чути прави глас продуцената, у Великом Брату гласови продуцената су монтирани, давајући илузију да Велики Брат увек прича истим роботским гласом.

## Преглед сезона
| Сезона             | Година | Држава                                 | Победник                 |
| ------------------ | ------ | -------------------------------------- | ------------------------ |
| Прва сезона        | 2006.  | Србија, Црна Гора, Босна и Херцеговина | Иван Љуба                |
| ВИП прва сезона    | 2007.  |                                        | Саша Ћурчић „Ђани”       |
| Друга сезона       | 2007.  |                                        | прекинута                |
| ВИП друга сезона   | 2008.  |                                        | Мирјана „Мими” Ђуровић   |
| ВИП трећа сезона   | 2009.  |                                        | Мирослав „Мики” Ђуричић  |
| Трећа сезона       | 2009.  | Северна Македонија                     | Владимир Арсић „Арса”    |
| ВИП четврта сезона | 2010.  |                                        | Милан Марић „Шваба”      |
| Четврта сезона     | 2011.  | Хрватска                               | Маријана Чврљак          |
| ВИП пета сезона    | 2013.  |                                        | Жарко Стојановић         |
| Пета сезона        | 2015   |                                        | Дарко „Спејко” Петковски |

## Прва сезона (2006)
Прва сезона Великог брата почела је 15. септембра 2006. и завршила се 31. децембра 2006. На уласку у кућу појавило се 14 такмичара. Током трајања сезоне додато је још пет такмичара. Победник је Иван Љуба, студент медицине и свирач клавира из Београда. Прва сезона брзо је стекла велику гледаност у Србији, али је такође добила и много критика.

### Учесници
- Иван Љуба - ПОБЕДНИК (107. дан)
- Един Коленда - друго место (107. дан)
- Драгана Врањеш - треће место (107. дан)
- Александра Врбајац - четврто место (107. дан) / ушла 50. дан
- Далиборка Милановић - избачена (106. дан)
- Јадранка Живановић - избачена (106. дан)/ ушла 29. дан
- Никола Ђуровић - избачен (64. дан) и избачен поново (99. дан)
- Ена Попов - избачена (92. дан)
- Сава Радовић - напустио (85. дан) / ушао 50. дан
- Марко Миљковић - избачен (50. дан) и избачен поново (85. дан)
- Маја Ђорђевић - избачена (43. дан) и избачена поново (78. дан)
- Сања Васовић - избачена (64. дан) и избачена поново (71. дан) / ушла 50. дан
- Ђанкарло Кандути - избачен (57. дан)
- Јелена Провчи - избачена (36. дан)
- Бранислав „Бане” Цветковић - избачен (29. дан) / ушао 12. дан
- Веселина Михајловић - избачена (22. дан)
- Мирослав „Мики” Ђуричић - изашао (14. дан)
- Анамарија Кикош - избачена (7. дан)
- Срба Јосиљевић - избачен (1. дан)

### Номинације
|                     | Week 1                      | Week 1                        | Week 3                                  | Week 4                     | Week 5                | Week 6                                                                       | Week 7               | Week 8                  | Week 9                                    | Week 10                                    | Week 11                        | Week 12                                                                  | Week 13                   | Week 14               | Week 15                                              | Week 15                                              | Nominations received |
| Day 2               | Day 7                       |                               | Week 3                                  | Week 4                     | Week 5                | Week 6                                                                       | Week 7               | Week 8                  | Week 9                                    | Week 10                                    | Week 11                        | Week 12                                                                  | Week 13                   | Week 14               | Week 15                                              | Week 15                                              | Nominations received |
| ------------------- | --------------------------- | ----------------------------- | --------------------------------------- | -------------------------- | --------------------- | ---------------------------------------------------------------------------- | -------------------- | ----------------------- | ----------------------------------------- | ------------------------------------------ | ------------------------------ | ------------------------------------------------------------------------ | ------------------------- | --------------------- | ---------------------------------------------------- | ---------------------------------------------------- | -------------------- |
| Ivan                | Srba                        | Anamarija, Nikola             | Member in task                          | Jelena, Nikola             | Not eligible          | No nominations                                                               | Marko, Nikola        | Ena, Nikola             | Ena, Nikola                               | Aleksandra, Ena                            | Marko, Sava                    | No nominations                                                           | Ena, Nikola               | Daliborka, Nikola     | Winner (Day 108)                                     | Winner (Day 108)                                     | 19                   |
| Edin                | Veselina                    | Anamarija, Nikola             | Non-member in task                      | Nikola, Branislav          | Not eligible          | No nominations                                                               | Daliborka, Marko     | Daliborka, Đankarlo     | Aleksandra, Nikola                        | Daliborka, Ena                             | Ena, Nikola                    | No nominations                                                           | Ena, Nikola               | Dragana, Nikola       | Runner-up (Day 108)                                  | Runner-up (Day 108)                                  | 7                    |
| Dragana             | Srba                        | Đankarlo, Ivan                | Member in task                          | Nikola, Branislav          | Not eligible          | No nominations                                                               | Đankarlo, Nikola     | Đankarlo, Nikola        | Aleksandra, Jadranka                      | Aleksandra, Jadranka                       | Jadranka, Maja                 | No nominations                                                           | Aleksandra, Edin          | Edin, Jadranka        | Third place (Day 108)                                | Third place (Day 108)                                | 5                    |
| Aleksandra          | Not in House                | Not in House                  | Not in House                            | Not in House               | Not in House          | Not in House                                                                 | Not in House         | Ivan, Nikola            | Banned                                    | Dragana, Sanja                             | Maja, Marko                    | No nominations                                                           | Dragana, Ena              | Edin, Nikola          | Fourth place (Day 108)                               | Fourth place (Day 108)                               | 13                   |
| Daliborka           | Srba                        | Anamarija, Đankarlo           | Member in task                          | Branislav, Đankarlo        | Not eligible          | No nominations                                                               | Banned               | Đankarlo, Jadranka      | Aleksandra, Jadranka                      | Aleksandra, Jadranka                       | Aleksandra, Jadranka           | No nominations                                                           | Aleksandra, Jadranka      | Edin, Jadranka        | Evicted (Day 107)                                    | Evicted (Day 107)                                    | 4                    |
| Jadranka            | Not in House                | Not in House                  | Not in House                            | Not in House               | Nikola, Ena           | No nominations                                                               | Marko, Nikola        | Đankarlo, Nikola        | Edin, Nikola                              | Dragana, Sanja                             | Ena, Maja                      | No nominations                                                           | Daliborka, Nikola         | Daliborka, Nikola     | Evicted (Day 107)                                    | Evicted (Day 107)                                    | 19                   |
| Nikola              | Srba                        | Edin, Ivan                    | Non-member in task                      | Ivan, Branislav            | Not eligible          | No nominations                                                               | Ivan, Jadranka       | Đankarlo, Ivan          | Banned                                    | Ivan, Jadranka                             | Ivan, Jadranka                 | No nominations                                                           | Ivan, Jadranka            | Banned                | Evicted (Day 100)                                    | Evicted (Day 100)                                    | 21                   |
| Ena                 | Srba                        | Marko, Miroslav               | Member in task                          | Branislav, Đankarlo        | Not eligible          | No nominations                                                               | Banned               | Đankarlo, Jadranka      | Ivan, Jadranka                            | Ivan, Jadranka                             | Ivan, Jadranka                 | No nominations                                                           | Aleksandra, Edin          | Evicted (Day 93)      | Evicted (Day 93)                                     | Evicted (Day 93)                                     | 11                   |
| Sava                | Not in House                | Not in House                  | Not in House                            | Not in House               | Not in House          | Not in House                                                                 | Not in House         | Ivan, Nikola            | Banned                                    | Ivan, Sanja                                | Aleksandra, Ivan               | No nominations                                                           | Walked (Day 86)           | Walked (Day 86)       | Walked (Day 86)                                      | Walked (Day 86)                                      | 2                    |
| Marko               | Ena                         | Ivan, Miroslav                | Member in task                          | Banned                     | Not eligible          | No nominations                                                               | Banned               | Evicted (Day 51)        | Evicted (Day 51)                          | Edin, Ivan                                 | Ivan, Sava                     | No nominations                                                           | Re-evicted (Day 86)       | Re-evicted (Day 86)   | Re-evicted (Day 86)                                  | Re-evicted (Day 86)                                  | 7                    |
| Maja                | Srba                        | Anamarija, Miroslav           | Non-member in task                      | Đankarlo, Branislav        | Not eligible          | No nominations                                                               | Evicted (Day 44)     | Evicted (Day 44)        | Evicted (Day 44)                          | Jadranka, Sanja                            | Aleksandra, Jadranka           | Re-evicted (Day 79)                                                      | Re-evicted (Day 79)       | Re-evicted (Day 79)   | Re-evicted (Day 79)                                  | Re-evicted (Day 79)                                  | 5                    |
| Sanja               | Not in House                | Not in House                  | Not in House                            | Not in House               | Not in House          | Not in House                                                                 | Not in House         | Đankarlo, Dragana       | Banned                                    | Aleksandra, Jadranka                       | Evicted (Day 72)               | Evicted (Day 72)                                                         | Evicted (Day 72)          | Evicted (Day 72)      | Evicted (Day 72)                                     | Evicted (Day 72)                                     | 4                    |
| Đankarlo            | Srba                        | Anamarija, Miroslav           | Member in task                          | Maja, Branislav            | Not eligible          | No nominations                                                               | Dragana, Edin        | Edin, Ena               | Evicted (Day 58)                          | Evicted (Day 58)                           | Evicted (Day 58)               | Evicted (Day 58)                                                         | Evicted (Day 58)          | Evicted (Day 58)      | Evicted (Day 58)                                     | Evicted (Day 58)                                     | 16                   |
| Jelena              | Veselina                    | Đankarlo, Veselina            | Member in task                          | Ivan, Đankarlo             | Not eligible          | Evicted (Day 37)                                                             | Evicted (Day 37)     | Evicted (Day 37)        | Evicted (Day 37)                          | Evicted (Day 37)                           | Evicted (Day 37)               | Evicted (Day 37)                                                         | Evicted (Day 37)          | Evicted (Day 37)      | Evicted (Day 37)                                     | Evicted (Day 37)                                     | 2                    |
| Branislav           | Not in House                | Not in House                  | Non-member in task                      | Marko, Maja                | Evicted (Day 30)      | Evicted (Day 30)                                                             | Evicted (Day 30)     | Evicted (Day 30)        | Evicted (Day 30)                          | Evicted (Day 30)                           | Evicted (Day 30)               | Evicted (Day 30)                                                         | Evicted (Day 30)          | Evicted (Day 30)      | Evicted (Day 30)                                     | Evicted (Day 30)                                     | 7                    |
| Veselina            | Srba                        | Jelena, Miroslav              | Non-member in task                      | Evicted (Day 23)           | Evicted (Day 23)      | Evicted (Day 23)                                                             | Evicted (Day 23)     | Evicted (Day 23)        | Evicted (Day 23)                          | Evicted (Day 23)                           | Evicted (Day 23)               | Evicted (Day 23)                                                         | Evicted (Day 23)          | Evicted (Day 23)      | Evicted (Day 23)                                     | Evicted (Day 23)                                     | 2                    |
| Miroslav            | Exempt                      | Anamarija, Veselina           | Walked (Day 15)                         | Walked (Day 15)            | Walked (Day 15)       | Walked (Day 15)                                                              | Walked (Day 15)      | Walked (Day 15)         | Walked (Day 15)                           | Walked (Day 15)                            | Walked (Day 15)                | Walked (Day 15)                                                          | Walked (Day 15)           | Walked (Day 15)       | Walked (Day 15)                                      | Walked (Day 15)                                      | 6                    |
| Anamarija           | Srba                        | Đankarlo, Miroslav            | Evicted (Day 9)                         | Evicted (Day 9)            | Evicted (Day 9)       | Evicted (Day 9)                                                              | Evicted (Day 9)      | Evicted (Day 9)         | Evicted (Day 9)                           | Evicted (Day 9)                            | Evicted (Day 9)                | Evicted (Day 9)                                                          | Evicted (Day 9)           | Evicted (Day 9)       | Evicted (Day 9)                                      | Evicted (Day 9)                                      | 6                    |
| Srba                | Veselina                    | Evicted (Day 2)               | Evicted (Day 2)                         | Evicted (Day 2)            | Evicted (Day 2)       | Evicted (Day 2)                                                              | Evicted (Day 2)      | Evicted (Day 2)         | Evicted (Day 2)                           | Evicted (Day 2)                            | Evicted (Day 2)                | Evicted (Day 2)                                                          | Evicted (Day 2)           | Evicted (Day 2)       | Evicted (Day 2)                                      | Evicted (Day 2)                                      | N/A                  |
|                     |                             |                               |                                         |                            |                       |                                                                              |                      |                         |                                           |                                            |                                |                                                                          |                           |                       |                                                      |                                                      |                      |
| Nomination notes    | 1                           | none                          | 2                                       | 3                          | 4                     | 5                                                                            | 6                    | 7                       | 8                                         | 9                                          | 10                             | 11                                                                       | none                      | 12                    | 13                                                   | 13                                                   |                      |
| Against public vote | none                        | Anamarija, Miroslav           | Branislav, Edin, Maja, Nikola, Veselina | Branislav, Đankarlo, Marko | Ena, Jelena, Nikola   | Daliborka, Đankarlo, Dragana, Edin, Ena, Ivan, Jadranka, Maja, Marko, Nikola | Marko, Nikola        | Đankarlo, Nikola        | Aleksandra, Jadranka, Nikola, Sanja, Sava | Aleksandra, Ivan, Jadranka, Sanja          | Aleksandra, Jadranka, Maja     | Aleksandra, Daliborka, Dragana, Edin, Ena, Ivan, Jadranka, Marko, Nikola | Aleksandra, Ena, Nikola   | Edin, Nikola          | Aleksandra, Daliborka, Dragana, Edin, Ivan, Jadranka | Aleksandra, Daliborka, Dragana, Edin, Ivan, Jadranka |                      |
| Walked              | none                        | none                          | Miroslav                                | none                       | none                  | none                                                                         | none                 | none                    | none                                      | none                                       | none                           | Sava                                                                     | none                      | none                  | none                                                 | none                                                 |                      |
| Evicted             | Srba 9 of 13 votes to evict | Anamarija Most votes to evict | Veselina Most votes to evict            | Branislav 43% to evict     | Jelena 55.1% to evict | Maja 35.3% to evict                                                          | Marko 64.7% to evict | Đankarlo 71.3% to evict | Nikola 35.1% to move                      | Sanja 36.7% to evict                       | Maja 72.5% to evict            | Marko 30.3% to evict                                                     | Ena 84.5% to evict        | Nikola 57.7% to evict | Jadranka Fewest votes (out of 6)                     | Daliborka Fewest votes (out of 6)                    |                      |
| Evicted             | Srba 9 of 13 votes to evict | Anamarija Most votes to evict | Veselina Most votes to evict            | Branislav 43% to evict     | Jelena 55.1% to evict | Maja 35.3% to evict                                                          | Marko 64.7% to evict | Đankarlo 71.3% to evict | Nikola 35.1% to move                      | Sanja 36.7% to evict                       | Maja 72.5% to evict            | Marko 30.3% to evict                                                     | Ena 84.5% to evict        | Nikola 57.7% to evict | Jadranka Fewest votes (out of 6)                     | Daliborka Fewest votes (out of 6)                    |                      |
| Evicted             | Srba 9 of 13 votes to evict | Anamarija Most votes to evict | Veselina Most votes to evict            | Branislav 43% to evict     | Jelena 55.1% to evict | Maja 35.3% to evict                                                          | Marko 64.7% to evict | Đankarlo 71.3% to evict | Nikola 35.1% to move                      | Sanja 36.7% to evict                       | Maja 72.5% to evict            | Marko 30.3% to evict                                                     | Ena 84.5% to evict        | Nikola 57.7% to evict | Aleksandra Fewest votes (out of 4)                   | Dragana Fewest votes (out of 3)                      |                      |
| Evicted             | Srba 9 of 13 votes to evict | Anamarija Most votes to evict | Veselina Most votes to evict            | Branislav 43% to evict     | Jelena 55.1% to evict | Maja 35.3% to evict                                                          | Marko 64.7% to evict | Đankarlo 71.3% to evict | Sanja 24.6% to move                       | Sanja 36.7% to evict                       | Maja 72.5% to evict            | Marko 30.3% to evict                                                     | Ena 84.5% to evict        | Nikola 57.7% to evict | Aleksandra Fewest votes (out of 4)                   | Dragana Fewest votes (out of 3)                      |                      |
| Evicted             | Srba 9 of 13 votes to evict | Anamarija Most votes to evict | Veselina Most votes to evict            | Branislav 43% to evict     | Jelena 55.1% to evict | Maja 35.3% to evict                                                          | Marko 64.7% to evict | Đankarlo 71.3% to evict | Edin 33.2% (out of 2)                     | Sanja 36.7% to evict                       | Maja 72.5% to evict            | Marko 30.3% to evict                                                     | Ena 84.5% to evict        | Nikola 57.7% to evict |                                                      |                                                      |                      |
| Evicted             | Srba 9 of 13 votes to evict | Anamarija Most votes to evict | Veselina Most votes to evict            | Branislav 43% to evict     | Jelena 55.1% to evict | Maja 35.3% to evict                                                          | Marko 64.7% to evict | Đankarlo 71.3% to evict |                                           | Sanja 36.7% to evict                       | Maja 72.5% to evict            | Marko 30.3% to evict                                                     | Ena 84.5% to evict        | Nikola 57.7% to evict |                                                      |                                                      |                      |
| Saved               | none                        | Miroslav                      | Branislav Edin Maja Nikola              | Marko 38% Đankarlo 19%     | Nikola 35% Ena 9.9%   | Jadranka 19.8% Marko 12.3% Others 32.6%                                      | Nikola 35.3%         | Nikola 28.7%            | Jadranka 23.7% Aleksandra 13.9% Sava 2.7% | Jadranka 30.1% Aleksandra 19.3% Ivan 13.9% | Jadranka 20.3% Aleksandra 7.2% | Ena 25% Jadranka 14.6% Others 30.1%                                      | Aleksandra 9.5% Nikola 6% | Edin 42.3%            | Ivan 66.8% to win                                    | Ivan 66.8% to win                                    |                      |

## ВИП прва сезона (2007)
Велики брат ВИП прва сезона је верзија са познатим личностима која је са емитовањем почела 5. маја 2007. и завршила се 5. јуна 2007. Ријалити се емитовао на Б92 у Србији, Пинк БХ у Босни и Херцеговини и Пинк М у Црној Гори.
Познате личности уз Србије, Босне и Херцеговине и Црне Горе бориле су се за главну награду од 50.000 евра. Водитељке су биле Ана Михајловски и Ирина Вукотић.

### Учесници
- Саша Ћурчић „Ђани” - ПОБЕДНИК
- Драган Маринковић „Маца” - друго место
- Данијел Алибабић - треће место
- Оља Карлеуша - четврто место
- Огњен Ивановић - избачен
- Гога Секулић - избачена
- Александар Јовановић - избачен
- Зорица Јочић „Шујица” - избачена
- Предраг Јовановић - избачен
- Емина Хамзабеговић - избачена
- Марта Келер - избачена
- Лазар Антић „Биг Лале” - избачен
- Данијела Врањеш - избачена

### Номинације
|                 | Day 7                   | Day 14                       | Day 15               | Day 21                     | Day 25                         | Day 27                  | Day 29                             | Day 29                             | Nominations Received |
| --------------- | ----------------------- | ---------------------------- | -------------------- | -------------------------- | ------------------------------ | ----------------------- | ---------------------------------- | ---------------------------------- | -------------------- |
| Saša            | Big Lale Zorica         | Emina Peđa                   | Emina Peđa           | Emina Peđa                 | Goga Olja                      | Goga Olja               | Winner (Day 29)                    | Winner (Day 29)                    | 17                   |
| Maca            | Danijela Big Lale       | Big Lale Marta               | Aleksandar Marta     | Aleksandar Emina           | Aleksandar Zorica              | Aleksandar Ognjen       | Runner Up (Day 29)                 | Runner Up (Day 29)                 | 5                    |
| Danijel         | Saša Zorica             | Marta Ognjen                 | Aleksandar Marta     | Aleksandar Saša            | Aleksandar Saša                | Ognjen Saša             | Third Place (Day 29)               | Third Place (Day 29)               | 8                    |
| Olja            | Big Lale Danijela       | Big Lale Marta               | Aleksandar Marta     | Aleksandar Saša            | Peđa Saša                      | Aleksandar Saša         | Fourth Place (Day 29)              | Fourth Place (Day 29)              | 6                    |
| Ognjen          | Danijel Emina           | Danijel Emina                | Aleksandar Marta     | Aleksandar Emina           | Aleksandar Danijel             | Danijel Maca            | Evicted (Day 28)                   | Evicted (Day 28)                   | 3                    |
| Goga            | Danijela Marta          | Big Lale Marta               | Aleksandar Marta     | Banned                     | Peđa Zorica                    | Aleksandar Saša         | Evicted (Day 28)                   | Evicted (Day 28)                   | 5                    |
| Aleksandar      | Not in House            | Nominated                    | Emina Maca           | Danijel Emina              | Danijel Goga                   | Danijel Goga            | Evicted (Day 27)                   | Evicted (Day 27)                   | 21                   |
| Zorica          | Danijela Olja           | Emina Marta                  | Aleksandar Marta     | Emina Saša                 | Danijel Peđa                   | Evicted (Day 25)        | Evicted (Day 25)                   | Evicted (Day 25)                   | 8                    |
| Peđa            | Danijela Saša           | Big Lale Zorica              | Aleksandar Marta     | Aleksandar Saša            | Aleksandar Zorica              | Evicted (Day 25)        | Evicted (Day 25)                   | Evicted (Day 25)                   | 6                    |
| Emina           | Danijela Saša           | Saša Zorica                  | Aleksandar Saša      | Aleksandar Saša            | Evicted (Day 21)               | Evicted (Day 21)        | Evicted (Day 21)                   | Evicted (Day 21)                   | 11                   |
| Marta           | Danijela Goga           | Maca Olja                    | Maca Olja            | Evicted (Day 15)           | Evicted (Day 15)               | Evicted (Day 15)        | Evicted (Day 15)                   | Evicted (Day 15)                   | 13                   |
| Big Lale        | Danijela Saša           | Saša Zorica                  | Evicted (Day 14)     | Evicted (Day 14)           | Evicted (Day 14)               | Evicted (Day 14)        | Evicted (Day 14)                   | Evicted (Day 14)                   | 7                    |
| Danijela        | Maca Olja               | Evicted (Day 7)              | Evicted (Day 7)      | Evicted (Day 7)            | Evicted (Day 7)                | Evicted (Day 7)         | Evicted (Day 7)                    | Evicted (Day 7)                    | 8                    |
| Up for eviction | Danijela Saša           | Aleksandar Big Lale Marta    | Aleksandar Marta     | Aleksandar Emina Saša      | Aleksandar Danijel Peđa Zorica | Aleksandar Saša         | Danijel Goga Maca Ognjen Olja Saša | Danijel Goga Maca Ognjen Olja Saša |                      |
| Evicted         | Danijela 83.2% to evict | Big Lale 36.2% to evict      | Marta 60.4% to evict | Emina 67.9% to evict       | Peđa Most votes to evict       | Aleksandar 80% to evict | Goga 0.3% to win                   | Danijel 8.7% to win                |                      |
| Evicted         | Danijela 83.2% to evict | Big Lale 36.2% to evict      | Marta 60.4% to evict | Emina 67.9% to evict       | Peđa Most votes to evict       | Aleksandar 80% to evict | Ognjen 0.5% to win                 | Danijel 8.7% to win                |                      |
| Evicted         | Danijela 83.2% to evict | Big Lale 36.2% to evict      | Marta 60.4% to evict | Emina 67.9% to evict       | Zorica Most votes to evict     | Aleksandar 80% to evict | Maca 13.5% to win                  |                                    |                      |
| Evicted         | Danijela 83.2% to evict | Big Lale 36.2% to evict      | Marta 60.4% to evict | Emina 67.9% to evict       | Zorica Most votes to evict     | Aleksandar 80% to evict | Maca 13.5% to win                  | Olja 2.5% to win                   |                      |
| Saved           | Saša 16.8%              | Aleksandar 32.4% Marta 31.4% | Aleksandar 39.6%     | Aleksandar 23.3% Saša 8.8% | Aleksandar Danijel             | Saša 20%                | Saša 74.5% to win                  | Saša 74.5% to win                  |                      |

## Друга сезона (2007)
Друга сезона Великог брата почела је 22. септембра 2007. и требало је да траје до финала које би се емитовало 5. јануара 2008, али одмах након смрти три избачена учесника – Стевана Зечевића, Зорице Лазић и Елмира Кудузовића – продуценти ријалитија, Емошон и Б92, одлучили су да прекину емитовање сезоне 29. децембра 2007. у 21 час 29. децембра, гледаоци програма су обавештени да ће се прекид ријалитија десити одмах. Најављено је да су сви преостали учесници (њих седморо), напустили кућу Великог брата истог поподнева, као и да ће се главна награда поделити на њих седморо. Није најављено шта ће се десити са 20.000 евра који су зарадила два учесника са тајним задацима. Ова сума новца донирана је организацијама за хуманитарни рад.

### Прекид
Серијал је прекинут 29. децембра 2007. године (97 дана емитовања) због погибије троје бивших учесника: Зорице Лазић, Стевана Зечевића и Елмира Кудузовића.
За избацивање су тог дана били номиновани Сузана и Александар, али је гласање прекинуто. Телевизија Б92 и продукцијска кућа Емошон су донели одлуку да се и серијал прекида и да се награда равномерно расподели свим укућанима који су у том тренутку били у кући (Сузана, Александар, Весна, Ђорђе, Веско, Наташа и Живан).

### Учесници
- Тања Обрадовић
- Живан Јанићијевић „Бурек”
- Сузана Павловић
- Милош Васиљевић
- Дијана Мићић
- Наташа Илић
- Ранка Радановић
- Марина Игњатовић
- Јелена Жежељ
- Данило Томић
- Милош Новаковић
- Стеван Зечевић
- Елмир Кудузовић
- Славиша Славко Лакић
- Мирослав „Мики” Ђуричић
- Александар Коцић
- Весна Миловац
- Ђорђе Стојановић
- Зорица Лазић
- Гојко Музикравић
- Веско Бошковић
- Мирко Ђуричић

### Номинације
|                 | Week 1                   | Week 2                  | Week 3                             | Week 4           | Week 5                                | Week 6                   | Week 6                   | Week 7           | Week 8                      | Week 9            | Week 10                                  | Week 11                      | Week 12                 | Week 13                                                                               | Week 14             | Week 15             | Nominations received |
| --------------- | ------------------------ | ----------------------- | ---------------------------------- | ---------------- | ------------------------------------- | ------------------------ | ------------------------ | ---------------- | --------------------------- | ----------------- | ---------------------------------------- | ---------------------------- | ----------------------- | ------------------------------------------------------------------------------------- | ------------------- | ------------------- | -------------------- |
| Aleksandar      | Not in House             | Not in House            | Not in House                       | Not in House     | Not in House                          | Not in House             | Exempt                   | Gojko Miki       | No nominations              | Zorica Suzana     | Miki Stevan                              | Marina Miki                  | Vesko Suzana            | No nominations                                                                        | Vesko Suzana        | Show cancelled      | 14                   |
| Burek           | No nominations           | Tanja Suzana            | Banned                             | Tanja Suzana     | Evicted (Day 28)                      | Evicted (Day 28)         | Evicted (Day 28)         | Evicted (Day 28) | Evicted (Day 28)            | Evicted (Day 28)  | Evicted (Day 28)                         | Evicted (Day 28)             | Evicted (Day 28)        | No nominations                                                                        | Aleksandar Nataša   | Show cancelled      | 16                   |
| Đorđe           | Not in House             | Not in House            | Not in House                       | Not in House     | Not in House                          | Not in House             | Exempt                   | Gojko Nataša     | No nominations              | Miki Nataša       | Vesna Miki                               | Miki Vesna                   | Mirko Vesna             | No nominations                                                                        | Aleksandar Vesna    | Show cancelled      | 4                    |
| Nataša          | No nominations           | Danilo Elmir            | Banned                             | Tanja Mišel      | Mišel Tanja                           | Slaviša Tanja            | Slaviša Elmir            | Slaviša Zorica   | No nominations              | Zorica Suzana     | Suzana Stevan                            | Suzana Aleksandar            | Mirko Suzana            | No nominations                                                                        | Suzana Burek        | Show cancelled      | 17                   |
| Suzana          | No nominations           | Burek Slaviša           | Burek Nataša                       | Burek Mićko      | Mićko Mišel                           | Slaviša Marina           | Slaviša Miki             | Miki Gojko       | No nominations              | Aleksandar Vesna  | Vesna Aleksandar                         | Aleksandar Vesna             | Mirko Aleksandar        | No nominations                                                                        | Vesna Nataša        | Show cancelled      | 20                   |
| Vesko           | Not in House             | Not in House            | Not in House                       | Not in House     | Not in House                          | Not in House             | Not in House             | Not in House     | Not in House                | Not in House      | Aleksandar Marina                        | Aleksandar Marina            | Mirko Aleksandar        | No nominations                                                                        | Aleksandar Burek    | Show cancelled      | 5                    |
| Vesna           | Not in House             | Not in House            | Not in House                       | Not in House     | Not in House                          | Not in House             | Exempt                   | Zorica Đorđe     | No nominations              | Zorica Suzana     | Suzana Marina                            | Suzana Marina                | Mirko Suzana            | No nominations                                                                        | Suzana Đorđe        | Show cancelled      | 13                   |
| Dijana          | No nominations           | Danilo Stevan           | Burek Mišel                        | Mićko Mišel      | Banned                                | Tanja Marina             | Slaviša Elmir            | Zorica Miki      | No nominations              | Zorica Đorđe      | Vesko Miki                               | Miki Vesna                   | Mirko Vesko             | No nominations                                                                        | Evicted (Day 91)    | Evicted (Day 91)    | 9                    |
| Danilo          | Not in House             | Mišel Dijana            | Evicted (Day 14)                   | Evicted (Day 14) | Evicted (Day 14)                      | Evicted (Day 14)         | Evicted (Day 14)         | Evicted (Day 14) | Evicted (Day 14)            | Evicted (Day 14)  | Evicted (Day 14)                         | Evicted (Day 14)             | Evicted (Day 14)        | No nominations                                                                        | Walked (Day 89)     | Walked (Day 89)     | 3                    |
| Mirko           | Not in House             | Not in House            | Not in House                       | Not in House     | Not in House                          | Not in House             | Not in House             | Not in House     | Not in House                | Not in House      | Not in House                             | Aleksandar Nataša            | Vesko Vesna             | Evicted (Day 84)                                                                      | Evicted (Day 84)    | Evicted (Day 84)    | 6                    |
| Marina          | No nominations           | Burek Dijana            | Burek Mićko                        | Burek Mićko      | Slaviša Jelena                        | Slaviša Mićko            | Slaviša Miki             | Slaviša Gojko    | No nominations              | Zorica Miki       | Aleksandar Miki                          | Miki Vesna                   | Evicted (Day 77)        | Evicted (Day 77)                                                                      | Evicted (Day 77)    | Evicted (Day 77)    | 11                   |
| Miki            | Not in House             | Not in House            | Not in House                       | Not in House     | Not in House                          | Suzana Elmir             | Suzana Slaviša           | Slaviša Zorica   | No nominations              | Suzana Aleksandar | Suzana Stevan                            | Marina Dijana                | Walked (Day 75)         | Walked (Day 75)                                                                       | Walked (Day 75)     | Walked (Day 75)     | 19                   |
| Stev            | Not in House             | Dijana Burek            | Banned                             | Evicted (Day 21) | Evicted (Day 21)                      | Evicted (Day 21)         | Evicted (Day 21)         | Evicted (Day 21) | Evicted (Day 21)            | Nataša Miki       | Nataša Miki                              | Re-evicted (Day 70)          | Re-evicted (Day 70)     | Re-evicted (Day 70)                                                                   | Re-evicted (Day 70) | Re-evicted (Day 70) | 4                    |
| Zorica          | Not in House             | Not in House            | Not in House                       | Not in House     | Not in House                          | Not in House             | Exempt                   | Nataša Vesna     | No nominations              | Nataša Vesna      | Evicted (Day 63)                         | Evicted (Day 63)             | Evicted (Day 63)        | Evicted (Day 63)                                                                      | Evicted (Day 63)    | Evicted (Day 63)    | 10                   |
| Slaviša         | Not in House             | Burek Mišel             | Burek Mišel                        | Burek Mišel      | Refused                               | Tanja Marina             | Suzana Dijana            | Miki Marina      | No nominations              | Evicted (Day 56)  | Evicted (Day 56)                         | Evicted (Day 56)             | Evicted (Day 56)        | Evicted (Day 56)                                                                      | Evicted (Day 56)    | Evicted (Day 56)    | 18                   |
| Mićko           | Not in House             | Banned                  | Banned                             | Banned           | Banned                                | Tanja Marina             | Elmir Dijana             | Gojko Dijana     | Walked (Day 51)             | Walked (Day 51)   | Walked (Day 51)                          | Walked (Day 51)              | Walked (Day 51)         | Walked (Day 51)                                                                       | Walked (Day 51)     | Walked (Day 51)     | 10                   |
| Gojko           | Not in House             | Not in House            | Not in House                       | Not in House     | Not in House                          | Not in House             | Exempt                   | Zorica Đorđe     | Evicted (Day 49)            | Evicted (Day 49)  | Evicted (Day 49)                         | Evicted (Day 49)             | Evicted (Day 49)        | Evicted (Day 49)                                                                      | Evicted (Day 49)    | Evicted (Day 49)    | 5                    |
| Elmir           | Not in House             | Banned                  | Banned                             | Burek Nataša     | Mišel Nataša                          | Nataša Dijana            | Miki Nataša              | Evicted (Day 42) | Evicted (Day 42)            | Evicted (Day 42)  | Evicted (Day 42)                         | Evicted (Day 42)             | Evicted (Day 42)        | Evicted (Day 42)                                                                      | Evicted (Day 42)    | Evicted (Day 42)    | 7                    |
| Tanja           | No nominations           | Burek Nataša            | Burek Nataša                       | Burek Mićko      | Mišel Mićko                           | Slaviša Nataša           | Evicted (Day 39)         | Evicted (Day 39) | Evicted (Day 39)            | Evicted (Day 39)  | Evicted (Day 39)                         | Evicted (Day 39)             | Evicted (Day 39)        | Evicted (Day 39)                                                                      | Evicted (Day 39)    | Evicted (Day 39)    | 9                    |
| Mišel           | Dijana Burek Ranka       | Slaviša Stevan          | Slaviša Stevan                     | Slaviša Mićko    | Slaviša Elmir                         | Evicted (Day 35)         | Evicted (Day 35)         | Evicted (Day 35) | Evicted (Day 35)            | Evicted (Day 35)  | Evicted (Day 35)                         | Evicted (Day 35)             | Evicted (Day 35)        | Evicted (Day 35)                                                                      | Evicted (Day 35)    | Evicted (Day 35)    | 11                   |
| Jelena          | No nominations           | Danilo Elmir            | Banned                             | Mićko Tanja      | Banned                                | Evicted (Day 35)         | Evicted (Day 35)         | Evicted (Day 35) | Evicted (Day 35)            | Evicted (Day 35)  | Evicted (Day 35)                         | Evicted (Day 35)             | Evicted (Day 35)        | Evicted (Day 35)                                                                      | Evicted (Day 35)    | Evicted (Day 35)    | 1                    |
| Ranka           | No nominations           | Evicted (Day 7)         | Evicted (Day 7)                    | Evicted (Day 7)  | Evicted (Day 7)                       | Evicted (Day 7)          | Evicted (Day 7)          | Evicted (Day 7)  | Evicted (Day 7)             | Evicted (Day 7)   | Evicted (Day 7)                          | Evicted (Day 7)              | Evicted (Day 7)         | Evicted (Day 7)                                                                       | Evicted (Day 7)     | Evicted (Day 7)     | 1                    |
| Notes           | 1                        | 2                       | 3                                  | 4                | 5                                     | 6                        | None                     | None             | 7                           | None              | None                                     | 8                            | 9                       | 10                                                                                    | 11                  | Show Cancelled      |                      |
| Up for eviction | Burek Dijana Ranka       | Burek Danilo Dijana     | Burek Mišel Nataša Stevan          | Burek Mićko      | Dijana Jelena Mićko Mišel Slaviša     | Marina Slaviša Tanja     | Elmir Miki Slaviša       | Gojko Zorica     | Aleksandar Miki Slaviša     | Suzana Zorica     | Aleksandar Miki Stevan Suzana            | Aleksandar Marina Vesna      | Mirko Suzana Vesko      | Aleksandar Burek Dijana Đorđe Nataša Suzana Vesko Vesna                               | Aleksandar Suzana   | Show Cancelled      |                      |
| Walked          | none                     | none                    | none                               | none             | none                                  | none                     | none                     | none             | Mićko                       | none              | none                                     | Miki                         | none                    | Danilo                                                                                | none                | Show Cancelled      |                      |
| Evicted         | Ranka 67.8%              | Danilo 56.8%            | Stevan 61.5%                       | Burek 62.3%      | Jelena 35.5%                          | Tanja 82.4%              | Elmir 47.7%              | Gojko 61.7%      | Slaviša 47.7%               | Zorica 56.1%      | Stevan 46.8%                             | Marina 67.9%                 | Mirko 75.0%             | Dijana 34.7%                                                                          | Show Cancelled      | Show Cancelled      |                      |
| Evicted         | Ranka 67.8%              | Danilo 56.8%            | Stevan 61.5%                       | Burek 62.3%      | Mišel 24.2%                           | Tanja 82.4%              | Elmir 47.7%              | Gojko 61.7%      | Slaviša 47.7%               | Zorica 56.1%      | Stevan 46.8%                             | Marina 67.9%                 | Mirko 75.0%             | Dijana 34.7%                                                                          | Show Cancelled      | Show Cancelled      |                      |
| Saved           | Burek 21.2% Dijana 11.0% | Burek 37.5% Dijana 5.7% | Burek 30.5% Mišel 5.1% Nataša 2.9% | Mićko 37.7%      | Slaviša 16.2% Dijana 14.7% Mićko 9.4% | Slaviša 9.2% Marina 8.4% | Slaviša 31.7% Miki 20.6% | Zorica 38.3%     | Miki 32.7% Aleksandar 19.6% | Suzana 43.9%      | Aleksandar 20.2% Miki 16.5% Suzana 16.5% | Aleksandar 19.6% Vesna 12.5% | Suzana 17.4% Vesko 7.6% | Nataša 33.1% Suzana 12.3% Burek 9.2% Aleksandar 4.7% Đorđe 2.7% Vesna 1.9% Vesko 1.4% | Show Cancelled      | Show Cancelled      |                      |

## ВИП друга сезона (2008)
Велики брат ВИП друга сезона је са емитовањем почела 1. марта 2008. и завршила се 30. марта 2008. Емитовала се на каналима Б92 у Србији, Пинк БХ у Босни и Херцеговини и Пинк М у Црној Гори, где су се такмичили борили за главну награду од 50.000 евра. Водитељи ове сезоне су били Ана Михајловски и Милан Калинић.

### Учесници
- Борко Сарић - избачен (26. дан)
- Мирјана „Мими” Ђуровић - ПОБЕДНИЦА (30. дан)
- Милић Вукашиновић - треће место (30. дан)
- Катарина „Каја” Остојић - избачена (29. дан)
- Слободан Бићанин - избачен (22. дан)
- Слађана Пејић - избачена (29. дан)
- Скај Виклер  - избачен (29. дан)
- Ајс Нигрутин - друго место (30. дан)
- Зорица Марковић - избачена (15. дан)
- Петар Перовић - избачен (29. дан)
- Маша Станисављевић - избачена (8. дан)
- Андрија „Ера” Ојданић - избачен (29. дан)
- Анастасија Буђић - избачена (28. дан)

### Номинације
|                 | Day 8                            | Day 15                           | Day 22                           | Day 26                           | Day 30                                                | Day 30                                                |
| --------------- | -------------------------------- | -------------------------------- | -------------------------------- | -------------------------------- | ----------------------------------------------------- | ----------------------------------------------------- |
| Mimi            | Maša Borko                       | Borko Milić                      | Milić Borko                      | Milić Borko                      | Winner (Day 30)                                       | Winner (Day 30)                                       |
| Ajs             | Competed as Bad Copy (Days 1-25) | Competed as Bad Copy (Days 1-25) | Competed as Bad Copy (Days 1-25) | Competed as Bad Copy (Days 1-25) | Runner Up (Day 30)                                    | Runner Up (Day 30)                                    |
| Milić           | Bićko Borko                      | Bićko Zorica                     | Bićko Borko                      | Borko Bad Copy                   | Third Place (Day 30)                                  | Third Place (Day 30)                                  |
| Petar           | Maša Bićko                       | Bićko Borko                      | Borko Bićko                      | Borko Era                        | Evicted (Day 29)                                      | Evicted (Day 29)                                      |
| Slađana         | Maša Mimi                        | Zorica Bićko                     | Bićko Bad Copy                   | Borko Milić                      | Evicted (Day 29)                                      | Evicted (Day 29)                                      |
| Skaj            | Competed as Bad Copy (Days 1-25) | Competed as Bad Copy (Days 1-25) | Competed as Bad Copy (Days 1-25) | Competed as Bad Copy (Days 1-25) | Evicted (Day 29)                                      | Evicted (Day 29)                                      |
| Kaja            | Maša Borko                       | Zorica Bićko                     | Borko Bićko                      | Borko Milić                      | Evicted (Day 29)                                      | Evicted (Day 29)                                      |
| Era             | Bićko Bad Copy                   | Bićko Mimi                       | Borko Milić                      | Bad Copy Petar                   | Evicted (Day 28)                                      | Evicted (Day 28)                                      |
| Anastasija      | Not in House                     | Not in House                     | Bićko Borko                      | Borko Milić                      | Evicted (Day 28)                                      | Evicted (Day 28)                                      |
| Borko           | Maša Bad Copy                    | Petar Mimi                       | Mimi Petar                       | Mimi Petar                       | Evicted (Day 26)                                      | Evicted (Day 26)                                      |
| Bad Copy        | Borko Petar                      | Slađana Zorica                   | Era Slađana                      | Milić Era                        | Connection Split (Day 25)                             | Connection Split (Day 25)                             |
| Bićko           | Maša Borko                       | Era Zorica                       | Era Milić                        | Evicted (Day 22)                 | Evicted (Day 22)                                      | Evicted (Day 22)                                      |
| Zorica          | Maša Bad Copy                    | Bad Copy Milić                   | Evicted (Day 15)                 | Evicted (Day 15)                 | Evicted (Day 15)                                      | Evicted (Day 15)                                      |
| Maša            | Slađana Borko                    | Evicted (Day 8)                  | Evicted (Day 8)                  | Evicted (Day 8)                  | Evicted (Day 8)                                       | Evicted (Day 8)                                       |
| Up for Eviction | Borko Maša                       | Bićko Zorica                     | Bićko Borko                      | Borko Milić                      | Ajs Anastasija Era Kaja Milić Mimi Petar Skaj Slađana | Ajs Anastasija Era Kaja Milić Mimi Petar Skaj Slađana |
| Evicted         | Maša 55.3% to evict              | Zorica 69.7% to evict            | Bićko 69.2% to evict             | Borko 61.6% to evict             | Anastasija Fewest votes (out of 9)                    | Era Fewest votes (out of 9)                           |
| Evicted         | Maša 55.3% to evict              | Zorica 69.7% to evict            | Bićko 69.2% to evict             | Borko 61.6% to evict             | Kaja Fewest votes (out of 7)                          | Skaj Fewest votes (out of 7)                          |
| Evicted         | Maša 55.3% to evict              | Zorica 69.7% to evict            | Bićko 69.2% to evict             | Borko 61.6% to evict             | Slađana Fewest votes (out of 7)                       | Petar Fewest votes (out of 7)                         |
| Evicted         | Maša 55.3% to evict              | Zorica 69.7% to evict            | Bićko 69.2% to evict             | Borko 61.6% to evict             | Milić Fewest votes (out of 3)                         | Ajs Fewer votes (out of 2)                            |
| Saved           | Borko 44.7%                      | Bićko 30.3%                      | Borko 30.8%                      | Milić 38.4%                      | Mimi Most votes to win                                | Mimi Most votes to win                                |

## ВИП трећа сезона (2009)
Велики брат ВИП трећа сезона са емитовањем је кренула 9. марта 2009. и завршила се 6. априла 2009. Емитовала се на каналима Пинк у Србији, Пинк БХ у Босни и Херцеговини и Пинк М у Црној Гори. Такмичари су се борили за главну награду од 50.000 евра. Водитељи ове сезоне били су Милан Калинић и Маријана Мићић.

### Учесници
- Тијана Стајшић - избачен (28. дан)
- Далибор Андонов „Гру” - друго место (29. дан)
- Мира Шкорић - пето место (29. дан)
- Ненад Чанак - изашао (9. дан)
- Јелена Жежељ - избачена 9. дан)
- Милан Мумин - избачен (15. дан)
- Миа Борисављевић - избачена (28. дан)
- Мирослав „Мики” Ђуричић - ПОБЕДНИК (29. дан)
- Ивана Шкорић - избачена (28. дан)
- Филип Каписода - треће место (29. дан)
- Сандра Драшковић - избачена (16. дан)
- Един Алаџуз - избачен (26. дан)
- Јелена Карлеуша - изашла (2. дан)
- Драган Маринковић „Маца” - четврто место (29. дан)
- Милић Вукашиновић - избачен (22. дан)

### Номинације
|                 | Day 7                          | Day 13               | Day 16                           | Day 20                      | Day 24                  | Final                                     | Final                                     |
| --------------- | ------------------------------ | -------------------- | -------------------------------- | --------------------------- | ----------------------- | ----------------------------------------- | ----------------------------------------- |
| Miki            | Ivana Jelena Z Mira Nenad Sani | Sani Mira            | Sani Mira                        | Milić Mia                   | Mira Ivana              | Winner (Day 29)                           | Winner (Day 29)                           |
| Gru             | Ivana to save                  | Milan Miki           | Kalimero Miki                    | Maca Filip                  | Maca Kalimero           | Runner-Up (Day 29)                        | Runner-Up (Day 29)                        |
| Filip           | Mira Ivana to save             | Milan Kalimero       | Miki Kalimero                    | Gru Kalimero                | Gru Kalimero            | Third Place (Day 29)                      | Third Place (Day 29)                      |
| Maca            | Sani to save                   | Kalimero Gru         | Nominated                        | Gru Kalimero                | Gru Tijana              | Fourth Place (Day 29)                     | Fourth Place (Day 29)                     |
| Mira            | Nominated                      | Milan Miki           | Miki Tijana                      | Tijana Miki                 | Miki Tijana             | Fifth Place (Day 29)                      | Fifth Place (Day 29)                      |
| Tijana          | Jelena Z to save               | Sani Mira            | Sani Mira                        | Mira Kalimero               | Mira Kalimero           | Evicted (Day 28)                          | Evicted (Day 28)                          |
| Ivana           | Nominated                      | Miki Milan           | Miki Tijana                      | Tijana Kalimero             | Tijana Kalimero         | Evicted (Day 28)                          | Evicted (Day 28)                          |
| Mia             | Sani Ivana to save             | Miki Milan           | Miki Tijana                      | Tijana Milić                | Tijana Gru              | Evicted (Day 28)                          | Evicted (Day 28)                          |
| Kalimero        | Mira Ivana to save             | Miki Milan           | Miki Tijana                      | Milic Filip                 | Tijana Gru              | Evicted (Day 26)                          | Evicted (Day 26)                          |
| Milić           | Not in House                   | Not in House         | Kalimero Miki                    | Miki Kalimero               | Evicted (Day 21)        | Evicted (Day 21)                          | Evicted (Day 21)                          |
| Sani            | Nominated                      | Miki Milan           | Nominated                        | Evicted (Day 16)            | Evicted (Day 16)        | Evicted (Day 16)                          | Evicted (Day 16)                          |
| Milan           | Nenad to save                  | Mira Maca            | Evicted (Day 15)                 | Evicted (Day 15)            | Evicted (Day 15)        | Evicted (Day 15)                          | Evicted (Day 15)                          |
| Nenad           | Nominated                      | Walked (Day 9)       | Walked (Day 9)                   | Walked (Day 9)              | Walked (Day 9)          | Walked (Day 9)                            | Walked (Day 9)                            |
| Jelena Z        | Nominated                      | Evicted (Day 8)      | Evicted (Day 8)                  | Evicted (Day 8)             | Evicted (Day 8)         | Evicted (Day 8)                           | Evicted (Day 8)                           |
| Jelena K        | Walked (Day 2)                 | Walked (Day 2)       | Walked (Day 2)                   | Walked (Day 2)              | Walked (Day 2)          | Walked (Day 2)                            | Walked (Day 2)                            |
| Notes           | 1                              | none                 | 2                                | none                        | none                    | none                                      | none                                      |
| Up for Eviction | Jelena Z Nenad                 | Milan Miki           | Maca Miki Sani Tijana            | Kalimero Milić Tijana       | Gru Kalimero Tijana     | Filip Gru Ivana Maca Mia Miki Mira Tijana | Filip Gru Ivana Maca Mia Miki Mira Tijana |
| Walked          | Jelena K Nenad                 | none                 | none                             | none                        | none                    | none                                      | none                                      |
| Evicted         | Jelena Z 63.5% to evict        | Milan 61.7% to evict | Sani 74.2% to evict              | Milić 43.0% to evict        | Kalimero 57.3% to evict | Mia 0.3% (Out of 8)                       | Ivana 0.4% (Out of 8)                     |
| Evicted         | Jelena Z 63.5% to evict        | Milan 61.7% to evict | Sani 74.2% to evict              | Milić 43.0% to evict        | Kalimero 57.3% to evict | Tijana Fewest votes (Out of 6)            | Mira Fewest votes (Out of 5)              |
| Evicted         | Jelena Z 63.5% to evict        | Milan 61.7% to evict | Sani 74.2% to evict              | Milić 43.0% to evict        | Kalimero 57.3% to evict | Maca Fewest votes (Out of 4)              | Filip Fewest votes (Out of 3)             |
| Evicted         | Jelena Z 63.5% to evict        | Milan 61.7% to evict | Sani 74.2% to evict              | Milić 43.0% to evict        | Kalimero 57.3% to evict | Gru 15.6% (Out of 2)                      |                                           |
| Saved           | Nenad 36.5%                    | Miki 38.3%           | Maca 14.8% Tijana 7.4% Miki 3.6% | Kalimero 33.7% Tijana 23.3% | Tijana 32.5% Gru 10.2%  | Miki 84.4% to win                         | Miki 84.4% to win                         |

## Трећа сезона (2009)
Трећа сезона Великог брата почела је 21. септембра 2009. и завршила се 30. децембра 2009. Током треће сезоне учесници су долазили из држава као што су Србија, Босна и Херцеговина, Црна Гора али од ове сезоне и Македонија. Победник ове сезоне је Владимир Арсић Арса.
Током ове сезоне кућа је дизајнирана тако да изгледа као оскудно сходно идеји да свет пада под утицај нове економске кризе. У почетку укућани нису имали гарнитуре за седење, као ни приступ купатилу, али су убрзо имали прилику да га освоје кроз дневне задатке. Друга промена ове сезоне је била у опхођењу Великог брата према укућанима. Наиме, водитељи су најавили у самом старту да је „Велики Брат ове године дволичан“, какав се и показао у току серијала. Велики Брат се поигравао са укућанима кроз разне тајне задатке, али и одузимајући им ствари које су унели у кућу, доводећи бивше укућане да би их убрзо вратио у спољашњи свет; чак је једном приликом приређено лажно избацивање.

### Учесници
- Даница Кордић - избачена (28. дан) и избачена поново (99. дан)
- Никола Данчевић - избачен (99. дан)
- Милан Борилић - изашао (8. дан)
- Индиана Пејић - избачена (21. дан)
- Виолета Ралева - избачена (42. дан)
- Радиша Миљковић - избачен (99. дан)
- Сандра Валтеровић - избачена (14. дан)
- Карло Загорац - треће место
- Јована Павловић - четврто место
- Владимир Арсић „Арса” - ПОБЕДНИК (101. дан)
- Татјана Јованчевић - избачена (49. дан) и поново избачена (77. дан)
- Мануел Стојановић - шесто место
- Адмир Мујабашић - избачен (70. дан)
- Енис Мујабашић - друго место (101. дан)
- Драгица Јаничић - избачена (98. дан)
- Ђорђе Ђурђевић - пето место (101. дан)
- Кристина Ралева - избачена (91. дан)
- Мирјана Стаменовић - избачена (91. дан)

### Номинације
|                 | Week 1                                                                | Week 2                     | Week 3                                                                  | Week 4                         | Week 5                       | Week 6                          | Week 7                         | Week 8             | Week 9           | Week 10                      | Week 11                        | Week 12                          | Week 13                       | Week 14                                                       | Week 15                        | Week 15                        |
| --------------- | --------------------------------------------------------------------- | -------------------------- | ----------------------------------------------------------------------- | ------------------------------ | ---------------------------- | ------------------------------- | ------------------------------ | ------------------ | ---------------- | ---------------------------- | ------------------------------ | -------------------------------- | ----------------------------- | ------------------------------------------------------------- | ------------------------------ | ------------------------------ |
| Vladimir        | Karlo                                                                 | Nikola Sandra              | Nikola Tatjana                                                          | Tatjana                        | Nikola                       | Kristina                        | Tatjana                        | No nominations     | No nominations   | Đorđe                        | Tatjana                        | Dragica Karlo                    | Mirjana                       | Dragica Radiša                                                | Winner (Day 101)               | Winner (Day 101)               |
| Enis            | Not in House                                                          | Not in House               | Nikola Indiana                                                          | Danica                         | Nikola                       | Violeta                         | Tatjana                        | No nominations     | No nominations   | Đorđe                        | Mirjana                        | Dragica Karlo                    | Mirjana                       | Dragica Radiša                                                | Runner Up (Day 101)            | Runner Up (Day 101)            |
| Karlo           | Nominated                                                             | Evicted (Day 7)            | Evicted (Day 7)                                                         | Evicted (Day 7)                | Evicted (Day 7)              | Kristina                        | Tatjana                        | No nominations     | No nominations   | Admir                        | Tatjana                        | Vladmir Manuel                   | Radiša                        | Radiša Dragica                                                | Third Place (Day 101)          | Third Place (Day 101)          |
| Jovana          | Indiana                                                               | Sandra Radiša              | Banned Nominated                                                        | Danica                         | Nikola                       | Kristina                        | Tatjana                        | No nominations     | No nominations   | Admir                        | Mirjana                        | Mirjana Radisa                   | Mirjana                       | Radiša Dragica                                                | Fourth Place (Day 101)         | Fourth Place (Day 101)         |
| Đorđe           | Not in House                                                          | Not in House               | Radiša Danica                                                           | Danica                         | Manuel                       | Violeta                         | Kristina                       | No nominations     | No nominations   | Nominated                    | Tatjana                        | Vladimir Danica                  | Mirjana                       | Dragica Danica                                                | Fifth Place (Day 101)          | Fifth Place (Day 101)          |
| Manuel          | Karlo                                                                 | Nikola Violeta             | Refused                                                                 | Danica                         | Nominated                    | Violeta                         | Kristina                       | No nominations     | No nominations   | Đorđe                        | Mirjana                        | Karlo Dragica                    | Mirjana                       | Dragica Danica                                                | Sixth Place (Day 101)          | Sixth Place (Day 101)          |
| Radiša          | Karlo                                                                 | Nikola Sandra              | Nikola Vladimir                                                         | Danica                         | Nikola                       | Violeta                         | Kristina                       | No nominations     | No nominations   | Admir                        | Tatjana                        | Dragica Karlo                    | Nominated                     | Nominated                                                     | Evicted (Day 99)               | Evicted (Day 99)               |
| Danica          | Indiana                                                               | Nikola Tatjana             | Tatjana Radiša                                                          | Nominated                      | Evicted (Day 28)             | Evicted (Day 28)                | Evicted (Day 28)               | Evicted (Day 28)   | Evicted (Day 28) | Đorđe                        | Tatjana                        | Đorđe Radiša                     | Radiša                        | Nominated                                                     | Evicted (Day 99)               | Evicted (Day 99)               |
| Dragica         | Not in House                                                          | Not in House               | Radiša Nikola                                                           | Tatjana                        | Nikola                       | Violeta                         | Tatjana                        | No nominations     | No nominations   | Admir                        | Tatjana                        | Enis Radisa                      | Radiša                        | Nominated                                                     | Evicted (Day 98)               | Evicted (Day 98)               |
| Mirjana         | Not in House                                                          | Not in House               | Not in House                                                            | Not in House                   | Not in House                 | Not in House                    | Not in House                   | Not in House       | Not in House     | Admir                        | Nominated                      | Dragica Karlo                    | Nominated                     | Evicted (Day 91)                                              | Evicted (Day 91)               | Evicted (Day 91)               |
| Kristina        | Not in House                                                          | Not in House               | Not in House                                                            | Not in House                   | Not in House                 | Nominated                       | Nominated                      | No nominations     | No nominations   | Admir                        | Mirjana                        | Mirjana Danica                   | Evicted (Day 91)              | Evicted (Day 91)                                              | Evicted (Day 91)               | Evicted (Day 91)               |
| Tatjana         | Karlo                                                                 | Nikola Danica              | Danica Radiša                                                           | Nominated                      | Nikola                       | Violeta                         | Nominated                      | Evicted (Day 49)   | Evicted (Day 49) | Admir                        | Nominated                      | Evicted (Day 77)                 | Evicted (Day 77)              | Evicted (Day 77)                                              | Evicted (Day 77)               | Evicted (Day 77)               |
| Admir           | Karlo                                                                 | Manuel Sandra              | Nikola Indiana                                                          | Tatjana                        | Nikola                       | Violeta                         | Tatjana                        | No nominations     | No nominations   | Nominated                    | Evicted (Day 70)               | Evicted (Day 70)                 | Evicted (Day 70)              | Evicted (Day 70)                                              | Evicted (Day 70)               | Evicted (Day 70)               |
| Violeta         | Indiana                                                               | Manuel Indiana             | Banned Nominated                                                        | Danica                         | Nikola                       | Nominated                       | Evicted (Day 42)               | Evicted (Day 42)   | Evicted (Day 42) | Evicted (Day 42)             | Evicted (Day 42)               | Evicted (Day 42)                 | Evicted (Day 42)              | Evicted (Day 42)                                              | Evicted (Day 42)               | Evicted (Day 42)               |
| Nikola          | Indiana                                                               | Manuel Radiša              | Danica Vladimir                                                         | Tatjana                        | Nominated                    | Evicted (Day 35)                | Evicted (Day 35)               | Evicted (Day 35)   | Evicted (Day 35) | Evicted (Day 35)             | Evicted (Day 35)               | Evicted (Day 35)                 | Evicted (Day 35)              | Evicted (Day 35)                                              | Evicted (Day 35)               | Evicted (Day 35)               |
| Indiana         | Nominated                                                             | Radiša Nikola              | Radiša Nikola                                                           | Evicted (Day 21)               | Evicted (Day 21)             | Evicted (Day 21)                | Evicted (Day 21)               | Evicted (Day 21)   | Evicted (Day 21) | Evicted (Day 21)             | Evicted (Day 21)               | Evicted (Day 21)                 | Evicted (Day 21)              | Evicted (Day 21)                                              | Evicted (Day 21)               | Evicted (Day 21)               |
| Sandra          | Karlo                                                                 | Jovana Vladimir            | Evicted (Day 14)                                                        | Evicted (Day 14)               | Evicted (Day 14)             | Evicted (Day 14)                | Evicted (Day 14)               | Evicted (Day 14)   | Evicted (Day 14) | Evicted (Day 14)             | Evicted (Day 14)               | Evicted (Day 14)                 | Evicted (Day 14)              | Evicted (Day 14)                                              | Evicted (Day 14)               | Evicted (Day 14)               |
| Milan           | Indiana                                                               | Walked (Day 8)             | Walked (Day 8)                                                          | Walked (Day 8)                 | Walked (Day 8)               | Walked (Day 8)                  | Walked (Day 8)                 | Walked (Day 8)     | Walked (Day 8)   | Walked (Day 8)               | Walked (Day 8)                 | Walked (Day 8)                   | Walked (Day 8)                | Walked (Day 8)                                                | Walked (Day 8)                 | Walked (Day 8)                 |
| Ivan            | Evicted (Day 0)                                                       | Evicted (Day 0)            | Evicted (Day 0)                                                         | Evicted (Day 0)                | Evicted (Day 0)              | Evicted (Day 0)                 | Evicted (Day 0)                | Evicted (Day 0)    | Evicted (Day 0)  | Evicted (Day 0)              | Evicted (Day 0)                | Evicted (Day 0)                  | Evicted (Day 0)               | Evicted (Day 0)                                               | Evicted (Day 0)                | Evicted (Day 0)                |
| Dimitrije       | Evicted (Day 0)                                                       | Evicted (Day 0)            | Evicted (Day 0)                                                         | Evicted (Day 0)                | Evicted (Day 0)              | Evicted (Day 0)                 | Evicted (Day 0)                | Evicted (Day 0)    | Evicted (Day 0)  | Evicted (Day 0)              | Evicted (Day 0)                | Evicted (Day 0)                  | Evicted (Day 0)               | Evicted (Day 0)                                               | Evicted (Day 0)                | Evicted (Day 0)                |
|                 |                                                                       |                            |                                                                         |                                |                              |                                 |                                |                    |                  |                              |                                |                                  |                               |                                                               |                                |                                |
| Notes           | 1                                                                     | 2                          | 3                                                                       | 4                              | 5                            | 6                               | 7                              | 8                  | 9                | 10                           | 11                             | 12                               | 13                            |                                                               |                                |                                |
| Up for eviction | Indiana Karlo                                                         | Nikola Sandra              | Admir Danica Enis Indiana Jovana Nikola Radiša Tatjana Violeta Vladimir | Tatjana Danica                 | Manuel Nikola                | Violeta Kristina                | Kristina Tatjana               | None               | None             | Admir Đorđe                  | Mirjana Tatjana                | Dragica Karlo                    | Mirjana Radiša                | Danica Dragica Radiša                                         | All Housemates                 | All Housemates                 |
| Walked          | Milan                                                                 | none                       | none                                                                    | none                           | none                         | none                            | none                           | none               | none             | none                         | none                           | none                             | none                          | none                                                          | none                           | none                           |
| Evicted         | Manuel Most votes to enter                                            | Sandra Most votes to evict | Indiana Most votes to evict                                             | Danica 6 of 10 votes to evict  | Nikola 8 of 9 votes to evict | Violeta 7 of 10 votes to evict  | Tatjana 6 of 9 votes to evict  | Eviction Cancelled | No Eviction      | Admir 7 of 11 votes to evict | Tatjana 6 of 10 votes to evict | Dragica Most votes to fake evict | Kristina Fewest votes to save | Dragica 10 of 18 points to evict                              | Danica Fewest votes (out of 8) | Radisa Fewest votes (out of 7) |
| Evicted         | Manuel Most votes to enter                                            | Sandra Most votes to evict | Indiana Most votes to evict                                             | Danica 6 of 10 votes to evict  | Nikola 8 of 9 votes to evict | Violeta 7 of 10 votes to evict  | Tatjana 6 of 9 votes to evict  | Eviction Cancelled | No Eviction      | Admir 7 of 11 votes to evict | Tatjana 6 of 10 votes to evict | Dragica Most votes to fake evict | Kristina Fewest votes to save | Dragica 10 of 18 points to evict                              | Manuel Fewest votes (out of 6) | Dorde Fewest votes (out of 5)  |
| Evicted         | Karlo 6 of 11 votes to evict                                          | Sandra Most votes to evict | Indiana Most votes to evict                                             | Danica 6 of 10 votes to evict  | Nikola 8 of 9 votes to evict | Violeta 7 of 10 votes to evict  | Tatjana 6 of 9 votes to evict  | Eviction Cancelled | No Eviction      | Admir 7 of 11 votes to evict | Tatjana 6 of 10 votes to evict | Dragica Most votes to fake evict | Mirjana 5 of 8 votes to evict | Dragica 10 of 18 points to evict                              | Jovana Fewest votes (out of 4) | Karlo Fewest votes (out of 3)  |
| Evicted         | Karlo 6 of 11 votes to evict                                          | Sandra Most votes to evict | Indiana Most votes to evict                                             | Danica 6 of 10 votes to evict  | Nikola 8 of 9 votes to evict | Violeta 7 of 10 votes to evict  | Tatjana 6 of 9 votes to evict  | Eviction Cancelled | No Eviction      | Admir 7 of 11 votes to evict | Tatjana 6 of 10 votes to evict | Dragica Most votes to fake evict | Mirjana 5 of 8 votes to evict | Dragica 10 of 18 points to evict                              | Enis Fewest votes (out of 2)   |                                |
| Saved           | Ivan & Dimitrije Fewest votes to enter Indiana 5 of 11 votes to evict | Nikola                     | Admir Danica Enis Jovana Nikola Radiša Tatjana Violeta Vladimir         | Tatjana 4 of 10 votes to evict | Manuel 1 of 9 vote to evict  | Kristina 3 of 10 votes to evict | Kristina 3 of 9 votes to evict | Eviction Cancelled | No Eviction      | Đorđe 4 of 11 votes to evict | Mirjana 4 of 10 votes to evict | Karlo Fewest votes to fake evict | Radiša 3 of 8 votes to evict  | Radiša 6 of 18 points to evict Danica 2 of 18 points to evict | Vladimir Most votes to win     | Vladimir Most votes to win     |

## ВИП четврта сезона (2010)
Велики брат ВИП четврта сезона је са емитовањем почела 30. јануара 2010. и завршила се 27. фебруара 2010. Ова сезона се емитовала на каналима Пинк у Србији, Пинк БХ у Босни и Херцеговини, Пинк М у Црној Гори и Сител у Македонији. Такмичари су се овога пута борили за главну награду од 50.000 евра. Водитељка ове сезоне била је Маријана Мићић. У овој сезони, кућа је била подељена на два дела (богати и сиромашни део) и такмичари подељени у два тима. Победник ове сезоне је Милан Марић Шваба.

### Учесници
- Ена Попов
- Милан Марић „Шваба” - ПОБЕДНИК
- Лепа Лукић - четврто место
- Младен Радуловић
- Сања Брновић
- Боки 13 - треће место
- Дивна Карлеуша
- Ервин Катона - пето место
- Ана Бебић
- Бора Дрљача
- Анабела Буква - друго место
- Алден Хаџикарић
- Тамара Симић
- Андрија „Ера” Ојданић - шесто место

### Номинације
|                 | Day 6                   | Day 14                 | Day 21                  | Day 27                     | Day 28 (Finale)               | Day 28 (Finale)                 |
| --------------- | ----------------------- | ---------------------- | ----------------------- | -------------------------- | ----------------------------- | ------------------------------- |
| Milan           | Anabela Boki            | Sanja                  | Tamara                  | No nominations             | Winner (Day 28)               | Winner (Day 28)                 |
| Anabela         | Boro Era                | Sanja                  | Ervin                   | No nominations             | Runner-Up (Day 28)            | Runner-Up (Day 28)              |
| Boki            | Milan Era               | Ena                    | Tamara                  | No nominations             | Third Place (Day 28)          | Third Place (Day 28)            |
| Lepa            | Anabela Milan           | Alden                  | Ervin                   | No nominations             | Fourth Place (Day 28)         | Fourth Place (Day 28)           |
| Ervin           | Ana Tamara              | Sanja                  | Nominated               | No nominations             | Fifth Place (Day 28)          | Fifth Place (Day 28)            |
| Era             | Boki Anabela            | Sanja                  | Tamara                  | No nominations             | Sixth Place (Day 28)          | Sixth Place (Day 28)            |
| Alden           | Ana Tamara              | Nominated              | Ervin                   | No nominations             | Evicted (Day 27)              | Evicted (Day 27)                |
| Mladen          | Tamara Ena              | Ena                    | Tamara                  | No nominations             | Evicted (Day 27)              | Evicted (Day 27)                |
| Ena             | Ervin Mladen            | Nominated              | Tamara                  | No nominations             | Evicted (Day 27)              | Evicted (Day 27)                |
| Divna           | Alden Ana               | Alden                  | Ervin                   | No nominations             | Evicted (Day 27)              | Evicted (Day 27)                |
| Boro            | Anabela Boki            | Sanja                  | Ervin                   | No nominations             | Evicted (Day 27)              | Evicted (Day 27)                |
| Tamara          | Mladen Ana              | Alden                  | Nominated               | Evicted (Day 21)           | Evicted (Day 21)              | Evicted (Day 21)                |
| Sanja           | Boro Boki               | Nominated              | Evicted (Day 14)        | Evicted (Day 14)           | Evicted (Day 14)              | Evicted (Day 14)                |
| Ana             | Ervin Alden             | Evicted (Day 8)        | Evicted (Day 8)         | Evicted (Day 8)            | Evicted (Day 8)               | Evicted (Day 8)                 |
| Notes           | 1                       | None                   | 2                       |                            |                               |                                 |
| Up for Eviction | Ana Boki                | Alden Ena Sanja        | Ervin Tamara            | All Housemates             | All Housemates                | All Housemates                  |
| Evicted         | Ana Most votes to evict | Sanja 5 votes to evict | Tamara 5 votes to evict | Bora Most votes to evict   | Era Fewest votes (out of 6)   | Boki Fewest votes (out of 3)    |
| Evicted         | Ana Most votes to evict | Sanja 5 votes to evict | Tamara 5 votes to evict | Divna Most votes to evict  | Ervin Fewest votes (out of 5) | Boki Fewest votes (out of 3)    |
| Evicted         | Ana Most votes to evict | Sanja 5 votes to evict | Tamara 5 votes to evict | Divna Most votes to evict  | Ervin Fewest votes (out of 5) | Anabela Fewest votes (out of 2) |
| Evicted         | Ana Most votes to evict | Sanja 5 votes to evict | Tamara 5 votes to evict | Ena Most votes to evict    | Lepa Fewest votes (out of 4)  |                                 |
| Evicted         | Ana Most votes to evict | Sanja 5 votes to evict | Tamara 5 votes to evict | Mladen Most votes to evict | Milan Most votes to win       | Milan Most votes to win         |
| Evicted         | Ana Most votes to evict | Sanja 5 votes to evict | Tamara 5 votes to evict | Alden Most votes to evict  | Milan Most votes to win       | Milan Most votes to win         |

## Четврта сезона (2011)
Четврта сезона Великог брата са емитовањем је почела 13. марта 2011. и завршила се 26. јуна 2011. Ово је прва сезона са учесницима и из Хрватске. У Хрватској се емитовала као шеста сезона Великог брата због ранијих пет сезона које су се емитовале. Четврту сезону су емитовали канали Пинк у Србији, Пинк БХ у Босни и Херцеговини, Пинк М у Црној Гори, Сител у Македонији и РТЛ у Хрватској. Такође представља прву регуларну сезону коју је емитовала телевизија Пинк.

### Учесници
- Џорџ Ркман - избачен (29. дан)
- Бојана Стојковић - избачена (99. дан)
- Хорват Чагаљ - треће место (106. дан)
- Маријана Чврљак - ПОБЕДНИЦА (106. дан)
- Никола Немешевић - избачен (104. дан)
- Душко Богдановић - друго место
- Сораја Вучелић - пето место (106. дан)
- Мила Токић - избачена (22. дан)
- Драгана Страхињић - избачена (36. дан)
- Никола Мауровић - избачен (104. дан)
- Славица Ђулејић - избачена (43. дан)
- Нирмал Кукић - избачен (104. дан)
- Милан Граховац - избачен (15. дан)
- Ема Шукер - избачена (57. дан) и поново избачена (71. дан)
- Дражен Богдан - повређен (65. дан)
- Никола „Ласер” Нистески - избачен (104. дан)
- Тамара Ђорђевић - избачена (50. дан)
- Радиша Миљковић - избачен (64. дан)
- Владимир Томовић - избачен (66. дан)
- Бранислав „Брендон” Радонић - четврто место (106. дан)
- Антониа Јовановић - избачена (92. дан)

### Номинације
|               | Week 1                         | Week 1                       | Week 2                         | Week 3                        | Week 4                          | Week 5                           | Week 6                           | Week 7                      | Week 8                               | Week 9                       | Week 10                                              | Week 10                      | Week 11                        | Week 12                       | Week 13                           | Week 14                       | Week 15                                                         | Final                                | Final                                | Votes received |  |
| ------------- | ------------------------------ | ---------------------------- | ------------------------------ | ----------------------------- | ------------------------------- | -------------------------------- | -------------------------------- | --------------------------- | ------------------------------------ | ---------------------------- | ---------------------------------------------------- | ---------------------------- | ------------------------------ | ----------------------------- | --------------------------------- | ----------------------------- | --------------------------------------------------------------- | ------------------------------------ | ------------------------------------ | -------------- |  |
| House Captain | none                           | Slavica                      | Bojana                         | Nirmal                        | Nikola                          | Nikola                           | Nemeš                            | none                        | Bojana                               | Horvat                       | Horvat                                               | Soraja                       | none                           | none                          | none                              | Lester Nikola Nirmal          | none                                                            | none                                 | none                                 |                |  |
| Dumps Captain | none                           | none                         | none                           | Bojana                        | Nemeš                           | Horvat                           | none                             | none                        | none                                 | none                         | none                                                 | none                         | none                           | none                          | none                              | none                          | none                                                            | none                                 | none                                 |                |  |
|               |                                |                              |                                |                               |                                 |                                  |                                  |                             |                                      |                              |                                                      |                              |                                |                               |                                   |                               |                                                                 |                                      |                                      |                |  |
| Marijana      | Duško Ema                      | Lester Ema                   | Mila Lester                    | Tamara Mila                   | Soraja George                   | Dragana Ema                      | Slavica Lester                   | Radašin Nirmal              | Radašin Vladimir                     | Vladimir Radašin             | George                                               | Nikola Ema                   | Bojana Brandon                 | Nominated                     | Banned                            | Bojana Duško                  | No Nominations                                                  | Winner (Day 106)                     | Winner (Day 106)                     | 16             |  |
| Duško         | Ema George                     | Exempt                       | Milan Lester                   | Mila Slavica                  | George Soraja                   | Dragana Ema                      | Lester Tamara                    | Nirmal Tamara               | Ema Nikola                           | Nirmal Radašin               | Slavica                                              | Nikola Ema                   | Nirmal Brandon                 | Nikola Nirmal                 | Antonija Bojana                   | Marijana Brandon              | No Nominations                                                  | Runner-up (Day 106)                  | Runner-up (Day 106)                  | 28             |  |
| Horvat        | Exempt                         | Exempt                       | Milan Mila                     | Slavica Tamara                | George Soraja                   | Dragana Nemeš                    | Tamara Slavica                   | Tamara Radašin              | Radašin Antonija                     | Nirmal Radašin               | Ema                                                  | Antonija Ema                 | Brandon Antonija               | Nirmal Brandon                | Antonija Bojana                   | Brandon Bojana                | No Nominations                                                  | Third place (Day 106)                | Third place (Day 106)                | 4              |  |
| Brandon       | Not in House                   | Not in House                 | Not in House                   | Not in House                  | Not in House                    | Not in House                     | Not in House                     | Not in House                | Nikola Radašin                       | Vladimir Radašin             | Ema                                                  | Ema Antonija                 | Nemeš Antonija                 | Nemeš Antonija                | Bojana Antonija                   | Bojana Nemeš                  | No Nominations                                                  | Fourth place (Day 106)               | Fourth place (Day 106)               | 26             |  |
| Soraja        | Bojana George                  | Bojana George                | Lester Milan                   | Tamara Slavica                | George Nirmal                   | Dragana Nemeš                    | Lester Tamara                    | Bojana Nemeš                | Radašin Ema                          | Nirmal Radašin               | Mila                                                 | Ema Nikola                   | Nemeš Nirmal                   | Nirmal Nikola                 | Bojana Antonija                   | Marijana Bojana               | No Nominations                                                  | Fifth place (Day 106)                | Fifth place (Day 106)                | 43             |  |
| Nemeš         | Duško Soraja                   | Ema George                   | Milan Mila                     | Mila Tamara                   | Soraja Nirmal                   | Ema Dragana                      | Slavica Lester                   | Radašin Nirmal              | Vladimir Antonija                    | Vladimir Radašin             | George                                               | Nikola Ema                   | Banned                         | Banned                        | Banned                            | Bojana Soraja                 | No Nominations                                                  | Evicted (Day 104)                    | Evicted (Day 104)                    | 32             |  |
| Nirmal        | Exempt                         | Exempt                       | Milan Lester                   | Mila Slavica                  | George Soraja                   | Dragana Nemeš                    | Tamara Slavica                   | Nemeš Radašin               | Ema Radašin                          | Duško Soraja                 | Tamara                                               | Antonija Ema                 | Soraja Duško                   | Soraja Brandon                | Soraja Antonija                   | Horvat Duško                  | No Nominations                                                  | Evicted (Day 104)                    | Evicted (Day 104)                    | 35             |  |
| Lester        | Mila Duško                     | Ema Mila                     | Mila Milan                     | Tamara Slavica                | George Soraja                   | Dragana Ema                      | Tamara Slavica                   | Tamara Marijana             | Antonija Ema                         | Duško Antonija               | Radašin                                              | Antonija Ema                 | Marijana Nemeš                 | Brandon Antonija              | Antonija Soraja                   | Duško Marijana                | No Nominations                                                  | Evicted (Day 104)                    | Evicted (Day 104)                    | 30             |  |
| Nikola        | Soraja Duško                   | George Soraja                | Milan Mila                     | Slavica Mila                  | George Soraja                   | Dragana Ema                      | Slavica Tamara                   | Bojana Radašin              | Antonija Ema                         | Brandon Duško                | Ema                                                  | Antonija Ema                 | Nemeš Duško                    | Nemeš Brandon                 | Soraja Bojana                     | Brandon Duško                 | No Nominations                                                  | Evicted (Day 104)                    | Evicted (Day 104)                    | 22             |  |
| Bojana        | Ema George                     | Ema Soraja                   | Mila Lester                    | Mila Tamara                   | Soraja George                   | Dragana Ema                      | Slavica Lester                   | Banned                      | Ema Nikola                           | Marijana Nikola              | Ema                                                  | Antonija Nikola              | Marijana Nemeš                 | Nemeš Brandon                 | Soraja Antonija                   | Marijana Brandon              | Evicted (Day 99)                                                | Evicted (Day 99)                     | Evicted (Day 99)                     | 27             |  |
| Antonija      | Not in House                   | Not in House                 | Not in House                   | Not in House                  | Not in House                    | Not in House                     | Not in House                     | Not in House                | Banned                               | Vladimir Radašin             | George                                               | Ema Nikola                   | Brandon Lester                 | Brandon Nirmal                | Bojana Soraja                     | Evicted (Day 92)              | Evicted (Day 92)                                                | Evicted (Day 92)                     | Evicted (Day 92)                     | 38             |  |
| Ema           | Slavica Duško                  | Soraja Mila                  | Mila Milan                     | Mila Tamara                   | George Nirmal                   | Nemeš Dragana                    | Tamara Slavica                   | Nemeš Nirmal                | Vladimir Radašin                     | Evicted (Day 57)             | Evicted (Day 57)                                     | Antonija Nikola              | Re-evicted (Day 71)            | Guest                         | Re-evicted (Day 71)               | Re-evicted (Day 71)           | Re-evicted (Day 71)                                             | Re-evicted (Day 71)                  | Re-evicted (Day 71)                  | 66             |  |
| Vladimir      | Not in House                   | Not in House                 | Not in House                   | Not in House                  | Not in House                    | Not in House                     | Not in House                     | Not in House                | Banned                               | Nemeš Marijana               | Radašin                                              | Ejected (Day 66)             | Ejected (Day 66)               | Ejected (Day 66)              | Ejected (Day 66)                  | Ejected (Day 66)              | Ejected (Day 66)                                                | Ejected (Day 66)                     | Ejected (Day 66)                     | 13             |  |
| Dražen        | Slavica Ema                    | George Milan                 | Milan Mila                     | Tamara Slavica                | George Soraja                   | Hospitalized (Day 33-66)         | Hospitalized (Day 33-66)         | Hospitalized (Day 33-66)    | Hospitalized (Day 33-66)             | Hospitalized (Day 33-66)     | Hospitalized (Day 33-66)                             | Walked (Day 66)              | Walked (Day 66)                | Walked (Day 66)               | Walked (Day 66)                   | Walked (Day 66)               | Walked (Day 66)                                                 | Walked (Day 66)                      | Walked (Day 66)                      | 4              |  |
| Radašin       | Not in House                   | Exempt                       | Milan Lester                   | Tamara Mila                   | Nirmal Soraja                   | Nemeš Dragana                    | Slavica Tamara                   | Nirmal Nemeš                | Antonija Ema                         | Brandon Antonija             | Evicted (Day 64)                                     | Evicted (Day 64)             | Evicted (Day 64)               | Guest                         | Evicted (Day 64)                  | Evicted (Day 64)              | Evicted (Day 64)                                                | Evicted (Day 64)                     | Evicted (Day 64)                     | 24             |  |
| Tamara        | Not in House                   | Exempt                       | Milan Lester                   | Mila Slavica                  | Soraja George                   | Ema Nemeš                        | Slavica Lester                   | Banned                      | Evicted (Day 50)                     | Evicted (Day 50)             | Evicted (Day 50)                                     | Evicted (Day 50)             | Evicted (Day 50)               | Guest                         | Evicted (Day 50)                  | Evicted (Day 50)              | Evicted (Day 50)                                                | Evicted (Day 50)                     | Evicted (Day 50)                     | 41             |  |
| Slavica       | Ema Dražen                     | Ema George                   | Mila Lester                    | Tamara Mila                   | George Nirmal                   | Dragana Ema                      | Tamara Lester                    | Evicted (Day 43)            | Evicted (Day 43)                     | Evicted (Day 43)             | Evicted (Day 43)                                     | Evicted (Day 43)             | Evicted (Day 43)               | Guest                         | Evicted (Day 43)                  | Evicted (Day 43)              | Evicted (Day 43)                                                | Evicted (Day 43)                     | Evicted (Day 43)                     | 39             |  |
| Dragana       | Exempt                         | Exempt                       | Milan Lester                   | Slavica Mila                  | Nirmal Soraja                   | Ema Nemeš                        | Evicted (Day 36)                 | Evicted (Day 36)            | Evicted (Day 36)                     | Evicted (Day 36)             | Evicted (Day 36)                                     | Evicted (Day 36)             | Evicted (Day 36)               | Evicted (Day 36)              | Evicted (Day 36)                  | Evicted (Day 36)              | Evicted (Day 36)                                                | Evicted (Day 36)                     | Evicted (Day 36)                     | 26             |  |
| George        | Duško Soraja                   | Nikola Ema                   | Lester Milan                   | Slavica Tamara                | Nirmal Soraja                   | Evicted (Day 29)                 | Evicted (Day 29)                 | Evicted (Day 29)            | Evicted (Day 29)                     | Evicted (Day 29)             | Evicted (Day 29)                                     | Evicted (Day 29)             | Evicted (Day 29)               | Guest                         | Evicted (Day 29)                  | Evicted (Day 29)              | Evicted (Day 29)                                                | Evicted (Day 29)                     | Evicted (Day 29)                     | 36             |  |
| Mila          | Dražen Duško                   | Ema Dražen                   | Lester Milan                   | Tamara Slavica                | Evicted (Day 22)                | Evicted (Day 22)                 | Evicted (Day 22)                 | Evicted (Day 22)            | Evicted (Day 22)                     | Evicted (Day 22)             | Evicted (Day 22)                                     | Evicted (Day 22)             | Evicted (Day 22)               | Guest                         | Evicted (Day 22)                  | Evicted (Day 22)              | Evicted (Day 22)                                                | Evicted (Day 22)                     | Evicted (Day 22)                     | 43             |  |
| Milan         | Duško Dražen                   | Dražen Soraja                | Mila Lester                    | Evicted (Day 15)              | Evicted (Day 15)                | Evicted (Day 15)                 | Evicted (Day 15)                 | Evicted (Day 15)            | Evicted (Day 15)                     | Evicted (Day 15)             | Evicted (Day 15)                                     | Evicted (Day 15)             | Evicted (Day 15)               | Guest                         | Evicted (Day 15)                  | Evicted (Day 15)              | Evicted (Day 15)                                                | Evicted (Day 15)                     | Evicted (Day 15)                     | 24             |  |
|               |                                |                              |                                |                               |                                 |                                  |                                  |                             |                                      |                              |                                                      |                              |                                |                               |                                   |                               |                                                                 |                                      |                                      |                |  |
| Notes         |                                |                              |                                |                               |                                 |                                  |                                  |                             |                                      |                              |                                                      |                              |                                |                               |                                   |                               |                                                                 |                                      |                                      |                |  |
| Nominated     | Duško Ema                      | Ema George Soraja            | Lester Mila Milan              | Mila Slavica Tamara           | George Nirmal Soraja            | Dragana Ema Nemeš                | Lester Slavica Tamara            | Nemeš Nirmal Radašin Tamara | Antonija Ema Nikola Radašin Vladimir | Nirmal Radašin Vladimir      | Dragana Ema George Mila Milan Radašin Slavica Tamara | Antonija Ema Nikola          | Brandon Marijana Nemeš         | Brandon Marijana Nemeš Nirmal | Antonija Bojana Soraja            | Bojana Brandon Duško Marijana | Brandon Duško Horvat Lester Marijana Nemeš Nikola Nirmal Soraja | Brandon Duško Horvat Marijana Soraja | Brandon Duško Horvat Marijana Soraja |                |  |
| Walked        | none                           | none                         | none                           | none                          | none                            | none                             | none                             | none                        | none                                 | none                         | Dražen                                               | none                         | none                           | none                          | none                              | none                          | none                                                            | none                                 | none                                 |                |  |
| Ejected       | none                           | none                         | none                           | none                          | none                            | none                             | none                             | none                        | none                                 | none                         | Vladimir                                             | none                         | none                           | none                          | none                              | none                          | none                                                            | none                                 | none                                 |                |  |
| Evicted       | Duško 12 of 39 points to evict | Soraja Dumps' choice to move | Milan 23 of 57 points to evict | Mila 21 of 57 points to evict | George 23 of 54 points to evict | Dragana 26 of 48 points to evict | Slavica 18 of 42 points to evict | Tamara 14.0% to save        | Ema 12 of 39 points to evict         | Radašin Fewest votes to save | Ema 4 of 11 points to return                         | Ema 15 of 39 points to evict | Nemeš Most votes to fake evict | Brandon 18.3% to save         | Brandon Most votes to return      | Bojana 12.3% to save          | Nikola Fewest votes (out of 9)                                  | Soraja 11.9% (out of 5)              | Brandon 14.6% (out of 4)             |                |  |
| Evicted       | Duško 12 of 39 points to evict | Soraja Dumps' choice to move | Milan 23 of 57 points to evict | Mila 21 of 57 points to evict | George 23 of 54 points to evict | Dragana 26 of 48 points to evict | Slavica 18 of 42 points to evict | Tamara 14.0% to save        | Ema 12 of 39 points to evict         | Radašin Fewest votes to save | Ema 4 of 11 points to return                         | Ema 15 of 39 points to evict | Nemeš Most votes to fake evict | Brandon 18.3% to save         | Brandon Most votes to return      | Bojana 12.3% to save          | Lester Fewest votes (out of 8)                                  | Horvat 25.2% (out of 3)              | Duško 39% (out of 2)                 |                |  |
| Evicted       | Duško 12 of 39 points to evict | Soraja Dumps' choice to move | Milan 23 of 57 points to evict | Mila 21 of 57 points to evict | George 23 of 54 points to evict | Dragana 26 of 48 points to evict | Slavica 18 of 42 points to evict | Tamara 14.0% to save        | Ema 12 of 39 points to evict         | Radašin Fewest votes to save | Ema 4 of 11 points to return                         | Ema 15 of 39 points to evict | Nemeš Most votes to fake evict | Brandon 18.3% to save         | Antonija 11 of 27 points to evict | Bojana 12.3% to save          | Nirmal Fewest votes (out of 7)                                  | Horvat 25.2% (out of 3)              | Duško 39% (out of 2)                 |                |  |
| Evicted       | Duško 12 of 39 points to evict | Soraja Dumps' choice to move | Milan 23 of 57 points to evict | Mila 21 of 57 points to evict | George 23 of 54 points to evict | Dragana 26 of 48 points to evict | Slavica 18 of 42 points to evict | Tamara 14.0% to save        | Ema 12 of 39 points to evict         | Radašin Fewest votes to save | Ema 4 of 11 points to return                         | Ema 15 of 39 points to evict | Nemeš Most votes to fake evict | Brandon 18.3% to save         | Antonija 11 of 27 points to evict | Bojana 12.3% to save          | Nemeš Fewest votes (out of 6)                                   | Marijana 61% to win                  | Marijana 61% to win                  |                |  |

## ВИП пета сезона (2013)
Велики брат ВИП пета сезона је почела 5. марта 2013. и завршила се 6. маја 2013. Сезона представља другу ВИП сезону која се емитовала на телевизији Б92. Победник ове сезоне је Жарко Стојановић. Водитељке ове сезоне биле су Маријана Мићић и Ана Михајловски. Током ове сезоне, вратили су се гласови такмичара за номинацију, али се први пут појављују гласови публике који бирају такмичара ког желе да сачувају од троје или више укућана.

### Учесници
- Анета Наковска - пето место
- Ава Карабатић - треће место
- Драгутин Топић - друго место
- Маја Николић
- Маја Волк
- Бранислав Петрушевић
- Ивана Стаменковић
- Славко Лабовић
- Сораја Вучелић - шесто место
- Урош Ћертић
- Весна де Винча
- Весна „Венди” Вукелић
- Жарко Стојановић - ПОБЕДНИК

### Номинације
| Žarko           | Nominated                                                                  | No nominations             | Maja N Dragutin                 | Nominated                                                  | Ava Soraja                 | Dragutin Maja N                    | Dragutin Maja N             | Winner (Day 43)               | Winner (Day 43)                  |  |  |
| Dragutin        | Nominated                                                                  | No nominations             | Žarko/Željko Sindi              | Nominated                                                  | Ava Žarko                  | Žarko Željko                       | Soraja Milić                | Runner-Up (Day 43)            | Runner-Up (Day 43)               |  |  |
| Ava             | Exempt                                                                     | No nominations             | Maja N Slavko                   | Exempt                                                     | Aneta Soraja               | Maja N Soraja                      | Aneta Maja N                | Third Place (Day 43)          | Third Place (Day 43)             |  |  |
| Željko          | Nominated                                                                  | No nominations             | Maja N Dragutin                 | Exempt                                                     | Sindi Soraja               | Dragutin Maja N                    | Soraja Žarko                | Fourth Place (Day 43)         | Fourth Place (Day 43)            |  |  |
| Aneta           | Nominated                                                                  | No nominations             | Uroš Maja N                     | Nominated                                                  | Sindi Ava                  | Nominated                          | Ava Soraja                  | Fifth Place (Day 43)          | Fifth Place (Day 43)             |  |  |
| Soraja          | Secret Room                                                                | No nominations             | Aneta Nevena                    | Exempt                                                     | Aneta Željko               | Ava Milić                          | Maja N Aneta                | Sixth Place (Day 43)          | Sixth Place (Day 43)             |  |  |
| Vendi           | Not in House                                                               | Not in House               | Maja N Slavko                   | Nominated                                                  | Ava Milić                  | Nominated                          | Soraja Milić                | Evicted (Day 41)              | Evicted (Day 41)                 |  |  |
| Maja V          | Nominated                                                                  | No nominations             | Uroš Soraja                     | Nominated                                                  | Ava Sindi                  | Maja N Ava                         | Željko Žarko                | Evicted (Day 41)              | Evicted (Day 41)                 |  |  |
| Milić           | Secret Room                                                                | No nominations             | Slavko Dragutin                 | Nominated                                                  | Slavko Maja V              | Dragutin Maja V                    | Maja V Dragutin             | Evicted (Day 40)              | Evicted (Day 40)                 |  |  |
| Maja N          | Secret Room                                                                | No nominations             | Žarko/Željko Maja V             | Nominated                                                  | Nominated                  | Banned                             | Ava Soraja                  | Evicted (Day 39)              | Evicted (Day 39)                 |  |  |
| Slavko          | Nominated                                                                  | No nominations             | Žarko/Željko Boban              | Exempt                                                     | Banned                     | Nominated                          | Evicted (Day 36)            | Evicted (Day 36)              | Evicted (Day 36)                 |  |  |
| Sindi           | Nominated                                                                  | No nominations             | Maja N Aneta                    | Nominated                                                  | Aneta Vendi                | Evicted (Day 29)                   | Evicted (Day 29)            | Evicted (Day 29)              | Evicted (Day 29)                 |  |  |
| Boban           | Nominated                                                                  | No nominations             | Slavko Uroš                     | Nominated                                                  | Evicted (Day 22)           | Evicted (Day 22)                   | Evicted (Day 22)            | Evicted (Day 22)              | Evicted (Day 22)                 |  |  |
| Nevena          | Nominated                                                                  | No nominations             | Soraja Ava                      | Ejected (Day 17)                                           | Ejected (Day 17)           | Ejected (Day 17)                   | Ejected (Day 17)            | Ejected (Day 17)              | Ejected (Day 17)                 |  |  |
| Uroš            | Exempt                                                                     | No nominations             | Nominated                       | Evicted (Day 15)                                           | Evicted (Day 15)           | Evicted (Day 15)                   | Evicted (Day 15)            | Evicted (Day 15)              | Evicted (Day 15)                 |  |  |
| Vesna           | Nominated                                                                  | No nominations             | Evicted (Day 9)                 | Evicted (Day 9)                                            | Evicted (Day 9)            | Evicted (Day 9)                    | Evicted (Day 9)             | Evicted (Day 9)               | Evicted (Day 9)                  |  |  |
| Petrući         | Nominated                                                                  | Evicted (Day 8)            | Evicted (Day 8)                 | Evicted (Day 8)                                            | Evicted (Day 8)            | Evicted (Day 8)                    | Evicted (Day 8)             | Evicted (Day 8)               | Evicted (Day 8)                  |  |  |
|                 |                                                                            |                            |                                 |                                                            |                            |                                    |                             |                               |                                  |  |  |
| Notes           | 1                                                                          | none                       | 2                               | 3                                                          | 4                          | 5                                  | 6                           | none                          | none                             |  |  |
| Up for eviction | Aneta Boban Dragutin Maja V Nevena Petrući Sindi Slavko Vesna Žarko/Željko | All Housemates             | Maja N Slavko Uroš Žarko/Željko | Aneta Boban Dragutin Maja N Maja V Milić Sindi Vendi Žarko | Aneta Ava Maja N Sindi     | Aneta Dragutin Maja N Slavko Vendi | Ava Maja N Soraja           | All Housemates                | All Housemates                   |  |  |
| Ejected         | none                                                                       | none                       | none                            | Nevena                                                     | none                       | none                               | none                        | none                          | none                             |  |  |
| Evicted         | Petrući Fewest votes to save                                               | Vesna Fewest votes to save | Uroš Fewest votes to save       | Boban Fewest votes to save                                 | Sindi Fewest votes to save | Slavko Fewest votes to save        | Maja N Fewest votes to save | Milić Fewest votes (Out of 9) | Maja V Fewest votes (Out of 8)   |  |  |
| Evicted         | Petrući Fewest votes to save                                               | Vesna Fewest votes to save | Uroš Fewest votes to save       | Boban Fewest votes to save                                 | Sindi Fewest votes to save | Slavko Fewest votes to save        | Maja N Fewest votes to save | Vendi Fewest votes (Out of 7) | Soraja Fewest votes (Out of 6)   |  |  |
| Evicted         | Petrući Fewest votes to save                                               | Vesna Fewest votes to save | Uroš Fewest votes to save       | Boban Fewest votes to save                                 | Sindi Fewest votes to save | Slavko Fewest votes to save        | Maja N Fewest votes to save | Aneta Fewest votes (Out of 5) | Željko Fewest votes (Out of 4)   |  |  |
| Evicted         | Petrući Fewest votes to save                                               | Vesna Fewest votes to save | Uroš Fewest votes to save       | Boban Fewest votes to save                                 | Sindi Fewest votes to save | Slavko Fewest votes to save        | Maja N Fewest votes to save | Ava Fewest votes (Out of 3)   | Dragutin Fewest votes (Out of 2) |  |  |
| Evicted         | Petrući Fewest votes to save                                               | Vesna Fewest votes to save | Uroš Fewest votes to save       | Boban Fewest votes to save                                 | Sindi Fewest votes to save | Slavko Fewest votes to save        | Maja N Fewest votes to save | Žarko Most votes to win       |                                  |  |  |

## Пета сезона (2015)
Пета сезона Великог брата са емитовањем је почела 4. септембра 2015. и завршила се 12. децембра 2015. Ова сезона представља пету сезону у Србији и седму сезону у Хрватској - за обе државе прву након паузе која је трајала две године. Сезона се емитовала на каналима Б92 и Прва ТВ у Србији, РТЛ у Хрватској, ОБН и БН у Босни и Херцеговини, Сител у Македонији и Прва у Црној Гори.
Сезона је првенствено била планирана за јесен 2013. године, али су продуценти отказали сезону и најавили да ће се емитовати почетком 2014. Касније, током пролећа 2014, најављено је да ће емитовање почети током јесени 2014. или пролећа 2015. Затим је 12. октобра 2014. најављено да се Велики брат више неће емитовати јер је кућа срушена. Касније је најављено да су те вести лажне, јер се кућа користила за словеначку верзију ријалитија почетком 2015. Касније је најављено да ће са емитовањем кренути 4. септембра 2015. са Антонијом Блаће и Скајем Виклером као водитељима. Ово је прва сезона са македонским учесником који је освојио прво место.

### Учесници
- Александар Ралевић
- Андреа Јокимовска
- Антон Копајтић
- Барбара Шегетин - четврто место
- Бранислав Крстић
- Дарко „Спејко” Петковски - ПОБЕДНИК
- Драгутин „Гиба” Васић
- Ђорђе Ђенић
- Ервин Мујаковић - треће место
- Горан Тодић - друго место
- Марта Келер - избачена
- Ивона Миловановић
- Ивона Ишаретовић
- Лука „Лућа” Мишнић
- Мирјана Праизовић
- Мирослав „Мика” Васић
- Рада Васић
- Радивоје Васић
- Стефани Банић
- Тина Шегетин
- Весна Бартолић
- Зорица Марковић

### Номинације
|                 | Week 1                             | Week 2                      | Week 3                                 | Week 4                      | Week 5                     | Week 6                                         | Week 7                                       | Week 8                    | Week 9                              | Week 10                                                   | Week 11                    | Week 12                      | Week 12                             | Week 13                                  | Week 14                                            | Week 14                         | Week 14                       |
| Day 78          | Week 1                             | Week 2                      | Week 3                                 | Week 4                      | Week 5                     | Week 6                                         | Week 7                                       | Week 8                    | Week 9                              | Week 10                                                   | Week 11                    | Day 85                       | Day 99                              | Week 13                                  | Final                                              | Final                           |                               |
| --------------- | ---------------------------------- | --------------------------- | -------------------------------------- | --------------------------- | -------------------------- | ---------------------------------------------- | -------------------------------------------- | ------------------------- | ----------------------------------- | --------------------------------------------------------- | -------------------------- | ---------------------------- | ----------------------------------- | ---------------------------------------- | -------------------------------------------------- | ------------------------------- | ----------------------------- |
| Spejko          | Н/Д                                | Н/Д                         | Luka Branislav                         | Anton/Goran Giba/Mika       | Goran Vesna                | Tina                                           | Steffani Goran                               | Goran Zorica              | Đorđe Jozefina                      | Goran Đorđe                                               | Goran Đorđe                | Goran Zorica                 | Goran Zorica                        | No Nominations                           | No Nominations                                     | Winner (Day 100)                | Winner (Day 100)              |
| Goran           | Н/Д                                | Zorica Tina                 | Zorica Spejko                          | Luka/Zorica Branislav/Ivona | Barbara Mirjana            | Exempt                                         | Zorica Branislav                             | Luka Mirjana              | Zorica Barbara                      | Zorica Tina                                               | Spejko Zorica              | Spejko Ervin                 | Zorica Spejko                       | Zorica Barbara                           | No Nominations                                     | Runner-up (Day 100)             | Runner-up (Day 100)           |
| Ervin           | Н/Д                                | Goran Luka                  | Aleksandar Luka                        | Anton/Goran Giba/Mika       | Goran Vesna                | Exempt                                         | Branislav Rada                               | Mirjana Zorica            | Jozefina Mirjana                    | Mirjana Goran                                             | Mirjana Đorđe              | Goran Mirjana                | Goran Rada                          | No Nominations                           | No Nominations                                     | Third place (Day 100)           | Third place (Day 100)         |
| Barbara         | N/A                                | Н/Д                         | Luka Giba/Mika                         | Anton/Goran Giba/Mika       | Goran Vesna                | Tina                                           | Goran Rada                                   | Goran Rada                | Goran Đorđe                         | Mirjana Goran                                             | Đorđe Goran                | Goran Rada                   | Goran Rada                          | No Nominations                           | No Nominations                                     | Fourth place (Day 100)          | Fourth place (Day 100)        |
| Giba            | Barbara Luka Zorica                | Luka Goran                  | Branislav Ivona                        | Luka/Zorica Anton/Goran     | Vesna Zorica               | Rada                                           | Branislav Zorica                             | Luka Zorica               | Đorđe Zorica                        | Goran Đorđe                                               | Đorđe Zorica               | Goran Ervin                  | Goran Zorica                        | No Nominations                           | No Nominations                                     | Evicted (Day 99)                | Evicted (Day 99)              |
| Mika            | Barbara Luka Zorica                | Goran Aleksandar            | Branislav Ivona                        | Luka/Zorica Anton/Goran     | Vesna Zorica               | Rada                                           | Branislav Zorica                             | Luka Zorica               | Đorđe Zorica                        | Goran Đorđe                                               | Đorđe Zorica               | Goran Ervin                  | Goran Zorica                        | No Nominations                           | No Nominations                                     | Evicted (Day 99)                | Evicted (Day 99)              |
| Zorica          | N/A                                | Goran Ivona                 | Luka Aleksandar                        | Giba/Mika Spejko/Tina       | Goran Vesna                | Exempt                                         | Goran Steffani                               | Mirjana Luka              | Mirjana Đorđe                       | Goran Đorđe                                               | Đorđe Goran                | Goran Mirjana                | Goran Rada                          | No Nominations                           | No Nominations                                     | Evicted (Day 99)                | Evicted (Day 99)              |
| Tina            | Н/Д                                | Goran Ivona                 | Goran Luka Aleksandar                  | Anton/Goran Giba/Mika       | Goran Vesna                | Barbara                                        | Goran Rada                                   | Goran Zorica              | Goran Đorđe                         | Goran Mirjana                                             | Đorđe Goran                | Goran Mirjana                | Goran Rada                          | No Nominations                           | No Nominations                                     | Evicted (Day 99)                | Evicted (Day 99)              |
| Rada            | Barbara Luka Zorica                | Luka Goran                  | Secret Room                            | Secret Room                 | Luka Ivona                 | Giba & Mika                                    | Zorica Branislav                             | Spejko Mirjana            | Zorica Đorđe                        | Radivoje Goran                                            | Zorica Đorđe               | Ervin Spejko                 | Zorica Goran                        | No Nominations                           | Evicted (Day 92)                                   | Evicted (Day 92)                | Evicted (Day 92)              |
| Mirjana         | Not in House                       | Not in House                | Not in House                           | Luka/Zorica Anton/Goran     | Branislav Vesna            | Exempt                                         | Luka Barbara Branislav                       | Zorica Goran              | Đorđe Zorica                        | Tina Đorđe                                                | Ervin Zorica               | Barbara Ervin                | Evicted (Day 85)                    | Evicted (Day 85)                         | Evicted (Day 85)                                   | Evicted (Day 85)                | Evicted (Day 85)              |
| Đorđe           | Not in House                       | Not in House                | Not in House                           | Not in House                | Not in House               | Not in House                                   | Not in House                                 | Exempt                    | Mirjana Zorica                      | Zorica Mirjana                                            | Spejko Zorica              | Evicted (Day 78)             | Evicted (Day 78)                    | Evicted (Day 78)                         | Evicted (Day 78)                                   | Evicted (Day 78)                | Evicted (Day 78)              |
| Radivoje        | Barbara Luka Zorica                | Luka Goran                  | Secret Room                            | Secret Room                 | Vesna Goran                | Giba & Mika                                    | Zorica Branislav                             | Luka Mirjana              | Zorica Đorđe                        | Zorica Tina                                               | Evicted (Day 71)           | Evicted (Day 71)             | Evicted (Day 71)                    | Evicted (Day 71)                         | Evicted (Day 71)                                   | Evicted (Day 71)                | Evicted (Day 71)              |
| Jozefina        | Not in House                       | Not in House                | Not in House                           | Not in House                | Not in House               | Not in House                                   | Not in House                                 | Exempt                    | Goran Đorđe                         | Evicted (Day 64)                                          | Evicted (Day 64)           | Evicted (Day 64)             | Evicted (Day 64)                    | Evicted (Day 64)                         | Evicted (Day 64)                                   | Evicted (Day 64)                | Evicted (Day 64)              |
| Luka            | N/A                                | Tina Zorica                 | Zorica Giba/Mika                       | Giba/Mika Spejko/Tina       | Zorica Vesna               | Exempt                                         | Steffani Ervin                               | Zorica Goran              | Evicted (Day 57)                    | Evicted (Day 57)                                          | Evicted (Day 57)           | Evicted (Day 57)             | Evicted (Day 57)                    | Evicted (Day 57)                         | Evicted (Day 57)                                   | Evicted (Day 57)                | Evicted (Day 57)              |
| Branislav       | Н/Д                                | Н/Д                         | Barbara Zorica                         | Giba/Mika Anton/Goran       | Vesna Goran                | Exempt                                         | Steffani Goran                               | Evicted (Day 50)          | Evicted (Day 50)                    | Evicted (Day 50)                                          | Evicted (Day 50)           | Evicted (Day 50)             | Evicted (Day 50)                    | Evicted (Day 50)                         | Evicted (Day 50)                                   | Evicted (Day 50)                | Evicted (Day 50)              |
| Steffani        | Н/Д                                | Luka Goran                  | Secret Room                            | Secret Room                 | Barbara Zorica             | Exempt                                         | Rada Branislav                               | Walked (Day 45)           | Walked (Day 45)                     | Walked (Day 45)                                           | Walked (Day 45)            | Walked (Day 45)              | Walked (Day 45)                     | Walked (Day 45)                          | Walked (Day 45)                                    | Walked (Day 45)                 | Walked (Day 45)               |
| Ivona           | Н/Д                                | Andrea Zorica               | Aleksandar Branislav                   | Giba/Mika Anton/Goran       | Vesna Goran                | Tina                                           | Evicted (Day 43)                             | Evicted (Day 43)          | Evicted (Day 43)                    | Evicted (Day 43)                                          | Evicted (Day 43)           | Evicted (Day 43)             | Evicted (Day 43)                    | Evicted (Day 43)                         | Evicted (Day 43)                                   | Evicted (Day 43)                | Evicted (Day 43)              |
| Vesna           | Not in House                       | Not in House                | Not in House                           | Luka/Zorica Branislav/Ivona | Zorica Mirjana             | Evicted (Day 36)                               | Evicted (Day 36)                             | Evicted (Day 36)          | Evicted (Day 36)                    | Evicted (Day 36)                                          | Evicted (Day 36)           | Evicted (Day 36)             | Evicted (Day 36)                    | Evicted (Day 36)                         | Evicted (Day 36)                                   | Evicted (Day 36)                | Evicted (Day 36)              |
| Anton           | Н/Д                                | Н/Д                         | Luka Aleksandar                        | Luka/Zorica Branislav/Ivona | Evicted (Day 29)           | Evicted (Day 29)                               | Evicted (Day 29)                             | Evicted (Day 29)          | Evicted (Day 29)                    | Evicted (Day 29)                                          | Evicted (Day 29)           | Evicted (Day 29)             | Evicted (Day 29)                    | Evicted (Day 29)                         | Evicted (Day 29)                                   | Evicted (Day 29)                | Evicted (Day 29)              |
| Aleksandar      | Н/Д                                | Zorica Anton                | Zorica Ervin                           | Evicted (Day 22)            | Evicted (Day 22)           | Evicted (Day 22)                               | Evicted (Day 22)                             | Evicted (Day 22)          | Evicted (Day 22)                    | Evicted (Day 22)                                          | Evicted (Day 22)           | Evicted (Day 22)             | Evicted (Day 22)                    | Evicted (Day 22)                         | Evicted (Day 22)                                   | Evicted (Day 22)                | Evicted (Day 22)              |
| Andrea          | Н/Д                                | Spejko Zorica               | Evicted (Day 15)                       | Evicted (Day 15)            | Evicted (Day 15)           | Evicted (Day 15)                               | Evicted (Day 15)                             | Evicted (Day 15)          | Evicted (Day 15)                    | Evicted (Day 15)                                          | Evicted (Day 15)           | Evicted (Day 15)             | Evicted (Day 15)                    | Evicted (Day 15)                         | Evicted (Day 15)                                   | Evicted (Day 15)                | Evicted (Day 15)              |
|                 |                                    |                             |                                        |                             |                            |                                                |                                              |                           |                                     |                                                           |                            |                              |                                     |                                          |                                                    |                                 |                               |
| Notes           | 1, 2, 3                            | 4, 5, 6                     | 7, 8                                   | 8, 9, 10                    | 8, 11, 12                  | 8, 13                                          | 14, 15                                       | 16, 17                    | none                                | 18                                                        | none                       | none                         | 19                                  | 20                                       | 21                                                 | 22                              | 22                            |
| Head of House   | none                               | Barbara                     | Tina                                   | none                        | none                       | none                                           | Mirjana                                      | none                      | none                                | none                                                      | none                       | none                         | none                                | none                                     | none                                               | none                            | none                          |
| Up for eviction | Barbara Goran Luka Steffani Zorica | Andrea Goran Ivona Luka     | Aleksandar Branislav Goran Luka Zorica | Anton Giba & Mika Goran     | Barbara Goran Vesna        | Barbara Ivona Giba & Mika Rada Radivoje Spejko | Barbara Branislav Goran Luka Steffani Zorica | Goran Luka Mirjana Zorica | Đorđe Goran Jozefina Mirjana Zorica | Barbara Đorđe Ervin Giba & Mika Rada Radivoje Spejko Tina | Đorđe Goran Zorica         | Ervin Goran Mirjana Spejko   | none                                | Ervin Giba & Mika Goran Rada Spejko Tina | Barbara Ervin Giba & Mika Goran Spejko Tina Zorica | Barbara Ervin Goran Spejko      | Barbara Ervin Goran Spejko    |
| Walked          | none                               | none                        | none                                   | none                        | none                       | none                                           | Steffani                                     | none                      | none                                | none                                                      | none                       | none                         | none                                | none                                     | none                                               | none                            | none                          |
| Evicted         | Steffani Chosen to fake evict      | Andrea Fewest votes to save | Aleksandar Fewest votes to save        | Anton Fewest votes to save  | Vesna Fewest votes to save | Ivona Fewest votes to save                     | Branislav Fewest votes to save               | Luka Fewest votes to save | Jozefina Fewest votes to save       | Radivoje Fewest votes to save                             | Đorđe Fewest votes to save | Mirjana Fewest votes to save | Goran 13 of 24 points to fake evict | Rada Fewest votes to save                | Tina Fewest votes (out of 7)                       | Barbara Fewest votes (out of 4) | Ervin Fewest votes (out of 3) |
| Evicted         | Steffani Chosen to fake evict      | Andrea Fewest votes to save | Aleksandar Fewest votes to save        | Anton Fewest votes to save  | Vesna Fewest votes to save | Ivona Fewest votes to save                     | Branislav Fewest votes to save               | Luka Fewest votes to save | Jozefina Fewest votes to save       | Radivoje Fewest votes to save                             | Đorđe Fewest votes to save | Mirjana Fewest votes to save | Goran 13 of 24 points to fake evict | Rada Fewest votes to save                | Zorica Fewest votes (out of 6)                     | Goran Fewest votes (out of 2)   | Goran Fewest votes (out of 2) |
| Evicted         | Steffani Chosen to fake evict      | Andrea Fewest votes to save | Aleksandar Fewest votes to save        | Anton Fewest votes to save  | Vesna Fewest votes to save | Ivona Fewest votes to save                     | Branislav Fewest votes to save               | Luka Fewest votes to save | Jozefina Fewest votes to save       | Radivoje Fewest votes to save                             | Đorđe Fewest votes to save | Mirjana Fewest votes to save | Goran 13 of 24 points to fake evict | Rada Fewest votes to save                | Giba & Mika Fewest votes (out of 5)                | Spejko Most votes to win        | Spejko Most votes to win      |